# Nation of Islam
 (avril 2021).
Si vous disposez d'ouvrages ou d'articles de référence ou si vous connaissez des sites web de qualité traitant du thème abordé ici, merci de compléter l'article en donnant les références utiles à sa vérifiabilité et en les liant à la section « Notes et références ».
Nation of Islam (en français : « Nation de l’islam ») est une organisation nationaliste noire, suprémaciste noire, et religieuse américaine, à l’origine de la plupart des organisations musulmanes actuelles de la communauté afro-américaine. Nation of Islam (NOI) ne publiant pas de statistiques, les estimations de ses membres sont très divergentes, mais en 2003, selon Hakeem Lumumba, ils seraient entre 20 000 et 40 000.
Nation of Islam a été fondée à Détroit, dans le Nord des États-Unis, en 1930, par Wallace Fard Muhammad, reconnu par Nation of Islam comme étant Allah et le « Messie » (ou « mahdi ») attendu par les musulmans. L’idéologie développée par l’organisation est un mélange de nationalisme afro-américain et de religion. Cette dernière est inspirée par l’islam, mais reste éloignée de l’islam orthodoxe. La NOI est donc considérée comme une secte par la majorité des organisations musulmanes.
Si Wallace Fard Muhammad est bien le créateur de l’organisation, c’est son successeur Elijah Muhammad qui, entre 1934 et 1975, lui a donné son orientation, son organisation et sa puissance. Malcolm X a été l’une des figures les plus en vue de l’organisation, jusqu’à sa rupture avec celle-ci, dont il dénonce le racisme au retour d’un pèlerinage à La Mecque effectué en 1964.
Nation of Islam se transforme officiellement en mouvement musulman sunnite peu après la mort d’Elijah Muhammad, en 1975. Un groupe de militants refusant cette orientation quitte l’organisation en 1978, et reprend le nom de Nation of Islam, qui venait d’être abandonné par l’organisation mère. Fidèle à l’idéologie des origines, malgré certaines évolutions, la « nouvelle » NOI est dirigée depuis la scission de 1978 par Louis Farrakhan.
Malgré le nombre relativement faible d’adhérents de la NOI par rapport au nombre total d'Afro-Américains qu'il y a aux États-Unis, Farrakhan est au début du XXIe siècle un leader en vue de la communauté afro-américaine. Son discours communautaire, insistant sur la nécessité pour les Noirs de faire des études, de développer leur statut socio-économique et de lutter contre la délinquance a une influence qui dépasse largement les cercles religieux de la NOI. Ses discours ambigus, plus ou moins hostiles aux Blancs et aux Juifs ont créé de nombreuses polémiques. L’organisation est classée comme un groupe de haine par la Southern Poverty Law Center,.

## Fondation deNation of Islam

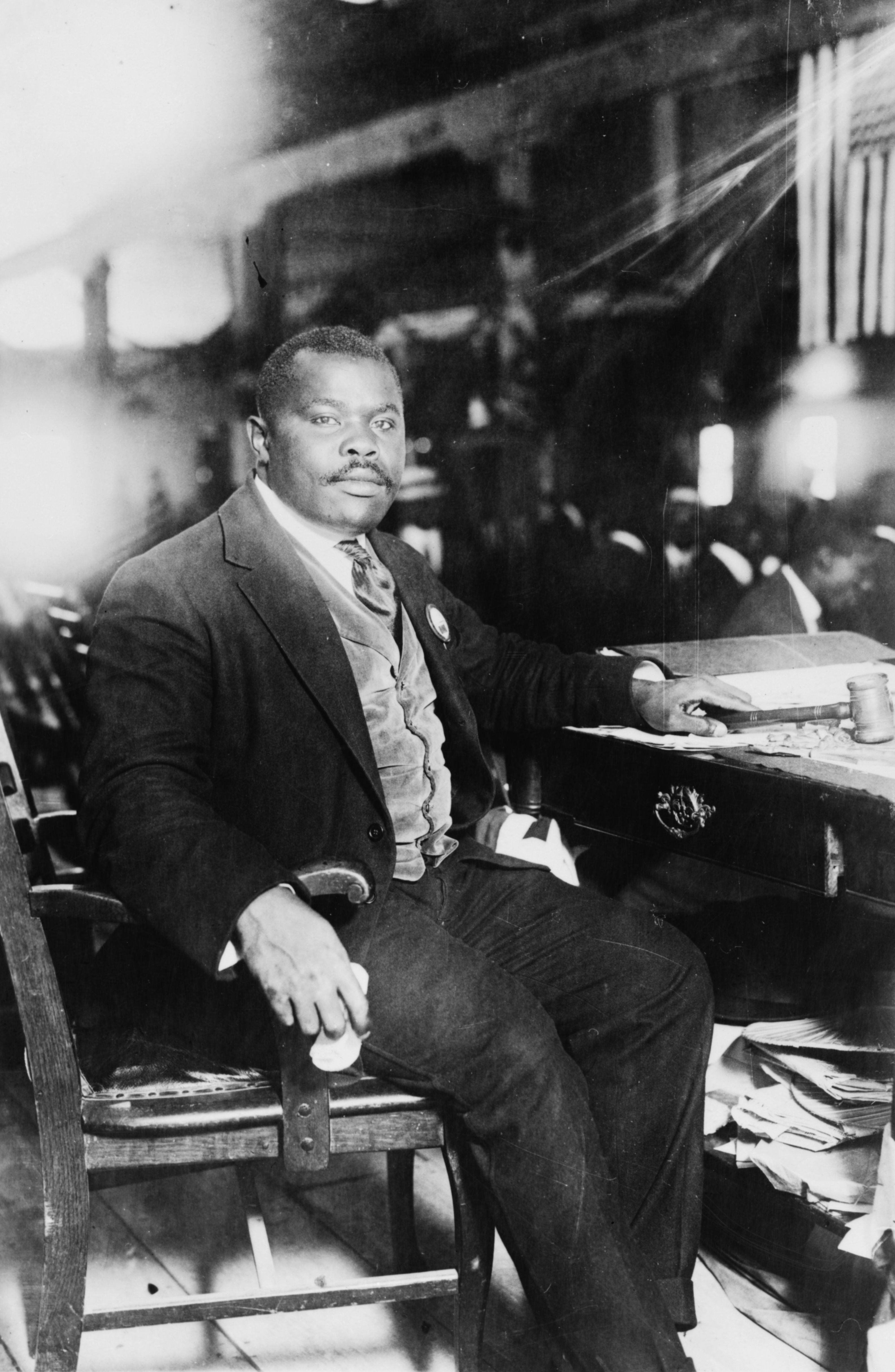
Marcus Garvey en 1924.

Nation of Islam s’inspire de diverses organisations religieuses ou nationalistes noires, apparues aux États-Unis au début du XXe siècle, en réaction à la ségrégation raciale que vivaient les Noirs américains.
Sur le plan politique, on peut en particulier citer la Universal Negro Improvement Association and African Communities League (UNIA), créée aux États-Unis par Marcus Garvey en 1917, qui milite pour le retour des Noirs en Afrique, et développait un vigoureux nationalisme noir.
Sur le plan religieux, divers groupes (se réclamant du judaïsme, du christianisme ou de l’islam) développent une pensée tournée de façon privilégiée vers les Noirs. Parmi eux une organisation se réclamant de l’islam, le Moorish Science Temple of America, fondé en 1913 par Timothy Drew, l'organisation offre un certain nombre de ressemblances avec ce que sera Nation of Islam à partir de 1930.

### Wallace Fard Muhammad

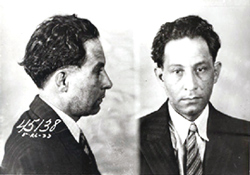
Photographie d'identité judiciaire de Wallace Fard Muhammad, fondateur de la Nation of Islam, en 1933.

Nation of Islam, ou Lost - found Nation of Islam in North-America, parfois aussi appelée Allah Temple of Islam[source secondaire nécessaire] est la matrice de quasiment toutes les organisations musulmanes actuelles de la communauté afro-américaine, et a été fondée à Détroit, dans le Nord des États-Unis, en 1930, par Wallace Fard Muhammad. Nation of Islam pense que celui-ci est le mahdi attendu par les musulmans. L’organisation finira même par aller sensiblement plus loin, en le considérant comme Dieu incarné[source secondaire nécessaire].
On connaît très peu de choses à son sujet ou sur son idéologie précise. Pour la Nation de l’islam, il serait venu au monde en 1877 à La Mecque, en Arabie saoudite, avant de venir prêcher le « peuple noir » en Amérique, puis d’abandonner son incarnation physique en 1934, date à laquelle il disparaît mystérieusement. Pour le FBI, il s’appelait en fait Wallace Dodd Ford ou Wallace Dodd, né en 1891 en Nouvelle-Zélande, et serait un métis blanc-polynésien arrivé aux États-Unis en 1913. Il aurait été arrêté en 1918 pour attaque à main armée, de nouveau arrêté au début de 1926 pour infraction à la loi californienne de prohibition de l’alcool, et enfin aurait fait de la prison de 1926 à 1929 pour infraction à la législation sur les stupéfiants. Il se serait alors installé à Détroit, avant de créer Nation of Islam en 1930.
En novembre 1932 éclate une affaire qui menace la jeune organisation. Un sacrifice humain est commis par un membre, Robert Karriem (né Harris) qualifié de « déséquilibré ». Fard est arrêté avec Karriem. D’après le rapport de police de l’époque, il aurait nié toute responsabilité dans le crime. Au cours de l’interrogatoire, il aurait fini par indiquer que la création de l’organisation était « strictement un racket ».
En 1934, sous la pression de la police, il aurait quitté Détroit. Le dossier du FBI propose plusieurs hypothèses quant à ce qu’il serait devenu par la suite, mais n’a pas d’information directe sur ce sujet. Il s’agit pour l'essentiel de références à d’autres sources, comme des articles de journaux[source secondaire nécessaire].
Quelles que soient les motivations réelles du créateur de l’organisation, celle-ci regroupe après sa disparition de 1934 un petit groupe d’adhérents convaincus et militants, qui en feront en une trentaine d’années une organisation forte de dizaines de milliers d’adhérents[source secondaire nécessaire].

### ElijahMuhammad(1934-1975)

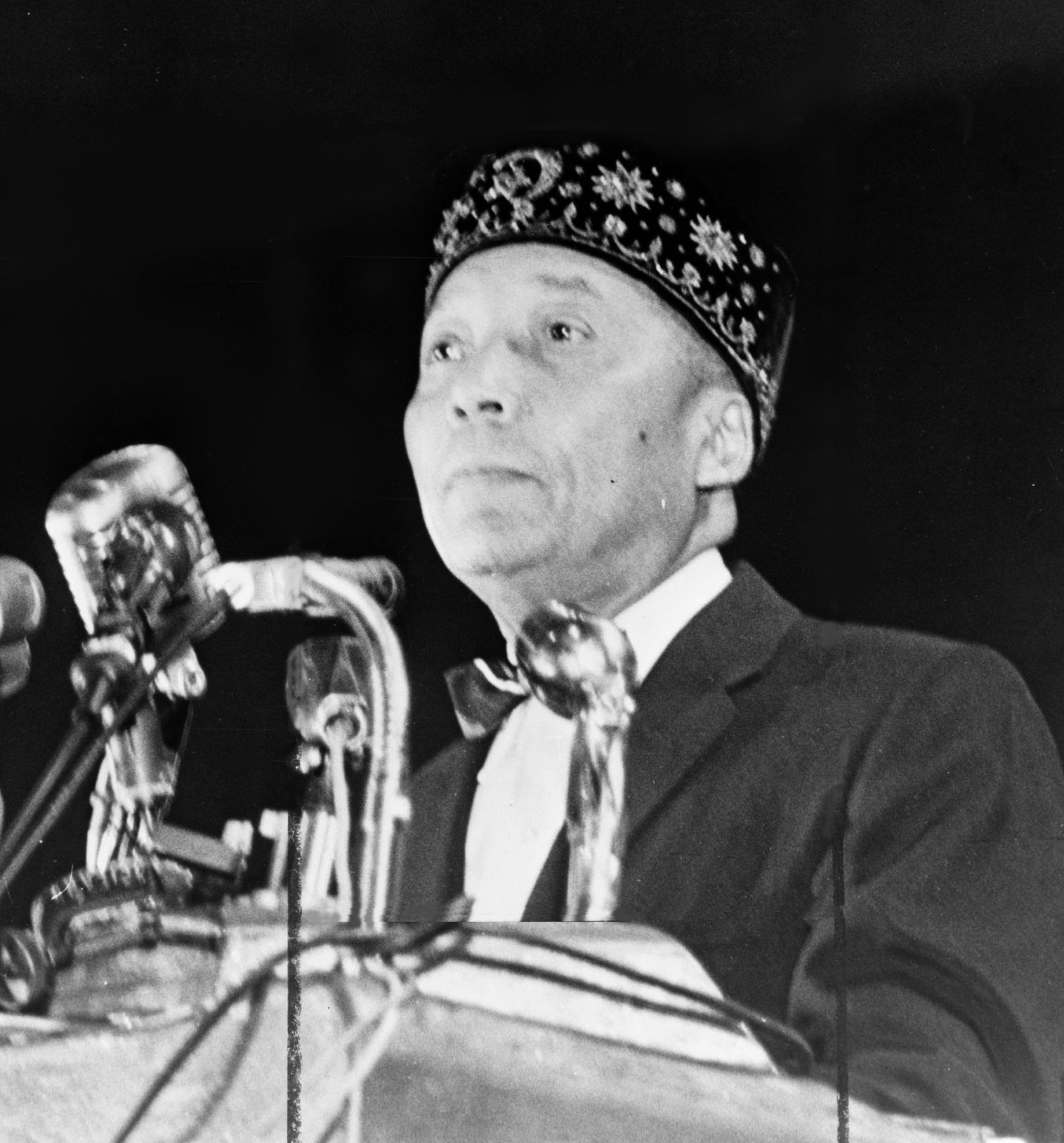
Elijah Muhammad en 1964.

Après la disparition mystérieuse de Wallace Fard Muhammad en 1934, Elijah Muhammad prend la direction du mouvement, lequel était à l’époque encore groupusculaire.
Elijah Poole est né dans l'État de Géorgie (Sud des États-Unis) en 1897, mais s’est installé à Détroit (Nord des États-Unis) en 1923. Il suivait en cela la grande migration afro-américaine de l’époque, depuis le sud agricole, pauvre et ségrégationniste des États-Unis, vers le nord industriel, plus riche et un peu plus tolérant à l’égard des Noirs. Mais même dans le Nord, les discriminations raciales existent, engendrant, selon Eric Lincoln, « une haine virulente des Blancs ». À Détroit, Poole entre en contact en 1931, avec Fard Muhammad, et rallie son organisation naissante. Il prend le nom de Elijah Muhammad, mais se fait aussi connaître sous les noms de Gulan Bogans, ou de Mohamed Rassoul.
Après la disparition du fondateur, Elijah Muhammad serait entré dans un bref conflit avec d’autres leaders de l’organisation, conflit qui l’amène à s’installer avec ses partisans à Chicago, loin de la faction hostile de Détroit. Il sort finalement vainqueur de l’affrontement, s’affirmant comme le chef incontesté de la NOI. Claude Clegg parle à propos de la NOI de l’époque d’un climat de « chaos organisationnel et d’intrigues entourant la disparition de son fondateur ». Pour Nation of Islam par contre, c’est Wallace Fard Muhammad qui « l’a choisi pour être son représentant divin dans la continuation de cette si difficile tâche d’apporter la vérité et la lumière à son peuple perdu et retrouvé ». Désormais à la tête de l’organisation, il prend le titre de « messager de Dieu », sous lequel l’organisation continue aujourd’hui à le désigner. Il commence à étendre celle-ci, encore limitée en 1934 à Détroit et Chicago. C’est le Nord-Est industriel qui s’avère le plus réceptif. Muhammad y crée une série de temples (qui seront plus tard rebaptisés mosquées), et les appelle selon leur numéro de création. Ainsi, à New York, la mosquée historique est toujours désignée sous le nom de mosquée numéro 7 (à l’origine temple no 7), parce que c’est la septième fondée (ou visitée) par Elijah Muhammad.
Après l'assassinat de Malcolm X, NOI devient plus discrète mais son nombre d'adepte continue d'augmenter, en partie grâce à la publicité que lui fait Mohammed Ali.
Elijah Muhammad meurt le 25 février 1975. Pour lui succéder, sa famille et ses plus proches collaborateurs se positionnent en faveur de Wallace Muhammad.

### Après la mort d'Elijah Muhammad

#### Wallace Muhammad (1975-2008)
Wallace Muhammad, est le jeune frère d'Herbert. Après avoir épousé l'Islam traditionnel, Wallace s'est rebellé contre les enseignements de son père. Il a été exclu de NOI pour avoir contesté les prétentions d'Elijah à être le messager d'Allah. Mais il est finalement réintégré et, avec le soutien de la famille, des plus proches collaborateurs d'Elijah et de Mohamed Ali, prend sa succession à la tête de NOI.
Au cours des dix-huit premiers mois, Wallace s'emploie à orienter NOI vers un Islam plus orthodoxe. Il dissout les Fruit of Islam. Déclare que les démons ne peuvent être identifiés par des attributs physiques, ce qui permet aux Blancs d'adhérer au groupe. Enfin, il la renomme en « Communauté mondiale de l'Islam en Occident ».

#### Louis Farrakhan
En 1978, des membres de la NOI, dirigé par Louis Farrakhan, se réorganisent autour des enseignements d'Elijah Muhammad. En 1981, Louis Farrakhan proclame officiellement la restauration de la NOI, et la fidélité aux dogmes d'Elijah Muhammad.

## Idéologie

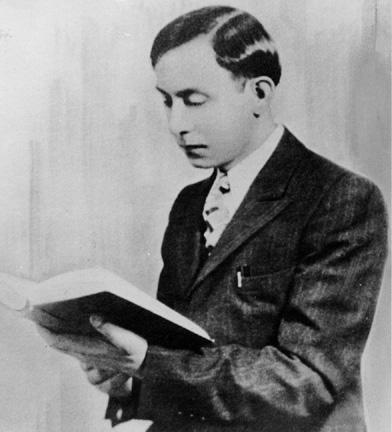
Portrait officiel de Wallace Fard Muhammad, tel que diffusé par la NOI.

Concernant la formation de l’idéologie du mouvement, la part exacte à attribuer au fondateur Wallace Fard Muhammad et celle à attribuer à Elijah Muhammad restent difficiles à établir. Bien que la NOI mette en avant sa nature religieuse, le versant socio-politique de son idéologie n’en est pas moins fortement affirmé. La vision idéologique de Nation of Islam a été formalisée dans le Muslim Program de 1965, toujours en vigueur, mais l’essentiel de ces thématiques était déjà clairement affirmé dès les années 1930. Malgré une certaine modération de l’interprétation des principes fondamentaux (en particulier le rejet des Blancs), la NOI du début du XXIe siècle a un positionnement idéologique très similaire à celui de ses débuts.

### Doctrine religieuse
La théologie de la NOI est assez éloignée de l’islam orthodoxe ; certains de ses aspects peuvent même en être jugé antagonistes :
- Les Noirs étaient les premiers hommes habitants sur terre et ont régné durant des milliards d'années sous la bannière de l'Islam jusqu'à ce que leur autorité soit sapée par une race de diables blancs, ceux-ci devant connaître un jour une fin brutale sous la main d'Allah.
- L’islam est la véritable religion de l’homme noir, et est réservée aux Noirs, et en théorie aux autres populations « de couleur ». Selon un discours d’Elijah Muhammad : « vous pouvez facilement les distinguer [les Blancs] de nos peuples (foncé, brun, jaune ou rouge) »[22][source secondaire nécessaire]. En pratique, il n’y a jamais eu de véritable tentative de la NOI de s’adresser à d’autres groupes ethniques que les Afro-Américains. L’islam insiste au contraire sur sa vocation universelle[23][source secondaire nécessaire].
- Les Blancs sont une race inférieure, créée par sélection artificielle à partir de la race première noire par un scientifique noir, du nom de Yakub[24][source secondaire nécessaire], il y a 6 000 ans. Ils sont les représentants du diable sur la terre, mais les prophéties annoncent la fin de leur règne. « L’homme noir a produit ces quatre couleurs : brun, rouge, jaune et blanc […] l’homme noir, pourtant, est le créateur de tous […] Maintenant, le grand Mahdi[25] (Dieu en personne) avec sa sagesse, connaissance et compréhension infinies, va remettre l’homme noir originel dans la situation originelle où il était au commencement, le Dieu et le gouverneur de l’univers »[source secondaire nécessaire]. « Nous avons vu la race blanche (démons) dans le ciel, parmi les justes, causant des troubles […], jusqu’à ce qu’ils aient été découverts. […] Ils ont été punis en étant privé des conseils divins […] presque ravalés au rang des bêtes sauvages. […] sautant d’arbre en arbre. Les singes en procèdent. […] Avant eux, il n’y avait rien comme les singes et les cochons »[24][source secondaire nécessaire]. Cette idée selon laquelle les noirs sont les humains originels existait déjà dans des organisations afro-américaines précédentes, comme The church of God, un groupe d'hébreux noirs créé en 1915[source secondaire nécessaire].
- Dieu n’est pas un esprit, car « nous vivons dans un univers matériel », et de ce fait « Dieu est un homme »[26]. « Dieu doit être un homme, et non un spectre »[27]. En réalité, « il y avait Dieu au commencement qui a créé toutes ces choses et nous savons qu’il n’existe pas aujourd’hui, mais nous savons encore que de ce Dieu, la personne de Dieu a persisté jusqu’à aujourd’hui dans son peuple [les Noirs], et aujourd’hui un être suprême (Dieu) est apparu parmi nous avec la même sagesse infinie pour provoquer un changement complet »[28]. « Allah est venu à nous de la ville sainte de la Mecque, Arabie, en 1930. Il a employé le nom de Wallace D. Fard »[29]. Pour les musulmans orthodoxes, cette disparition du Dieu créateur des origines, et son remplacement par un Dieu collectif racial dont émerge un Dieu/homme supérieur est inacceptable. Ainsi, par exemple, d’après le Coran (33:40) « Muhammad [est] le messager de Dieu, et le dernier des prophètes ». Toute personne prétendant être un prophète depuis la mort de Mahomet est donc par définition toujours considérée comme un faux prophète par l’islam orthodoxe, a fortiori s’il se proclame Dieu en personne[source secondaire nécessaire].
- « NOUS CROYONS à la résurrection des morts — pas en la résurrection physique — mais la résurrection de l’esprit »[30]. Les orthodoxies sunnites et chiites affirment par contre une résurrection physique des morts avant le Jugement dernier[source secondaire nécessaire].
- L'avion-mère, un vaisseau spatial en forme de roue plane au-dessus de la terre dans l'attente d'anéantir les Blancs le jour du jugement dernier[31]. C'est pourquoi le mouvement est parfois qualifié de religion ufologique.

On peut aussi noter une forte croyance en la numérologie[source secondaire nécessaire], ce qui aura d’ailleurs une influence importante sur le mouvement après la mort de Elijah Muhammad, avec le choix du septième fils de Muhammad comme nouveau leader[source secondaire nécessaire].

#### Rapports avec le christianisme
Pour NOI, le christianisme est la religion des Blancs.

« La religion, particulièrement le christianisme, a enseigné partout le mensonge selon lequel nous étions les descendants de Kham [un des fils de Noé] condamné, lui et ses descendants, à être esclaves des Blancs,. »

La religion des Blancs, le christianisme, est la religion de l’esclavage et du mal. L’islam orthodoxe admet par contre dans une certaine mesure la validité du christianisme. On note cependant que sous la direction de Louis Farrakhan, le discours s’est en partie infléchi. Si le christianisme reste responsable de l’esclavage, il est admis qu’il est porteur d’une certaine valeur s’il se libère de son racisme historique : 

« À mes frères et sœurs Chrétiens qui sont présents, Jésus n’était pas un accident. Jésus était un homme reconnaissant envers son Père. Il était un homme tellement en accord avec Dieu, il est tellement resté dans la lumière de son Père qu’il est devenu la lumière du monde. »

Tout comme dans l’islam, l’acceptation du christianisme existe aujourd’hui partiellement. La thématique est cependant différente. L’islam critique la déification de Jésus, quand Nation of Islam critique surtout le racisme du christianisme ayant permis l’esclavage[source secondaire nécessaire].
Il y a enfin certaines influences chrétiennes. Les lieux de culte sont à l’origine appelés des temples, par exemple. Les ministres du culte sont appelés ministers, et non imams[source secondaire nécessaire].

### Prescriptions spécifiques
L’idéologie de Nation of Islam ne se limite pas au domaine religieux. Elle a aussi une forte composante sociale et politique, indifférente d’un point de vue islamique, et que l’organisation peut partager en tout ou partie avec d’autres groupes nationalistes afro-américains. L’idée centrale est l’indépendance du peuple noir en Amérique par le biais d'un séparatisme (essentiellement d'avec les Blancs et le christianisme) et de l'autodétermination dans tous les domaines de la vie sociale, économique et politique.
Il y a des positions communes avec l’islam ou le christianisme : interdiction des relations sexuelles hors mariage, affirmation des « valeurs familiales », rôle dirigeant de l’homme au sein de la cellule familiale. Ainsi, indique le site officiel de la NOI, « on enseigne à nos femmes un code d’habillement modeste qui encourage la pratique d’une moralité élevée »[source secondaire nécessaire].
La consommation de porc est interdite, conformément à l’enseignement de l’islam. La NOI insiste aussi sur le respect des cinq piliers de l'islam. La consommation de drogue, mais aussi de tabac et d’alcool est déconsidérée, en accord avec la vision musulmane traditionnelle[source secondaire nécessaire].

#### Les convertis doivent adopter un nouveau nom.
Le changement de nom, et parfois du prénom, est une règle de la communauté, et serait dû à un commandement de Wallace Fard Muhammad lui-même. Il s’agit pour le nouvel adhérent d’affirmer la rupture symbolique avec son passé d’incroyant, mais aussi d’exprimer le refus du « nom d’esclave », et donc l’indépendance vis-à-vis du monde blanc. Les déportés africains aux États-Unis recevaient en effet un prénom chrétien et un nom de famille, tous deux imposés par le propriétaire du nouvel esclave. 
Les prénoms des nouveaux membres de la NOI ne sont pas toujours changés, mais quand ils le sont c’est au bénéfice de prénoms islamiques. Les noms de familles sont également fréquemment changés, généralement en faveur d’un nom musulman, mais parfois aussi d’un nom africain ou d’un « X » symbolique, exprimant l’effacement du patronyme historique par l’esclavage[source secondaire nécessaire].

#### Code vestimentaire
Un code vestimentaire exprimant cette volonté d’ascension sociale est demandé aux membres de l’organisation. Pour les hommes, il s’agit du port d’un strict costume trois-pièces, avec cravate, ou fréquemment avec un nœud papillon. Pour les femmes, il s’agit de tenues modestes mais correctes. D’un point de vue général, Nation of Islam demande à ses membres de rejeter tout laisser-aller vestimentaire exprimant l’échec social, et d’affirmer symboliquement leur volonté d’ascension sociale[source secondaire nécessaire].

#### Économie

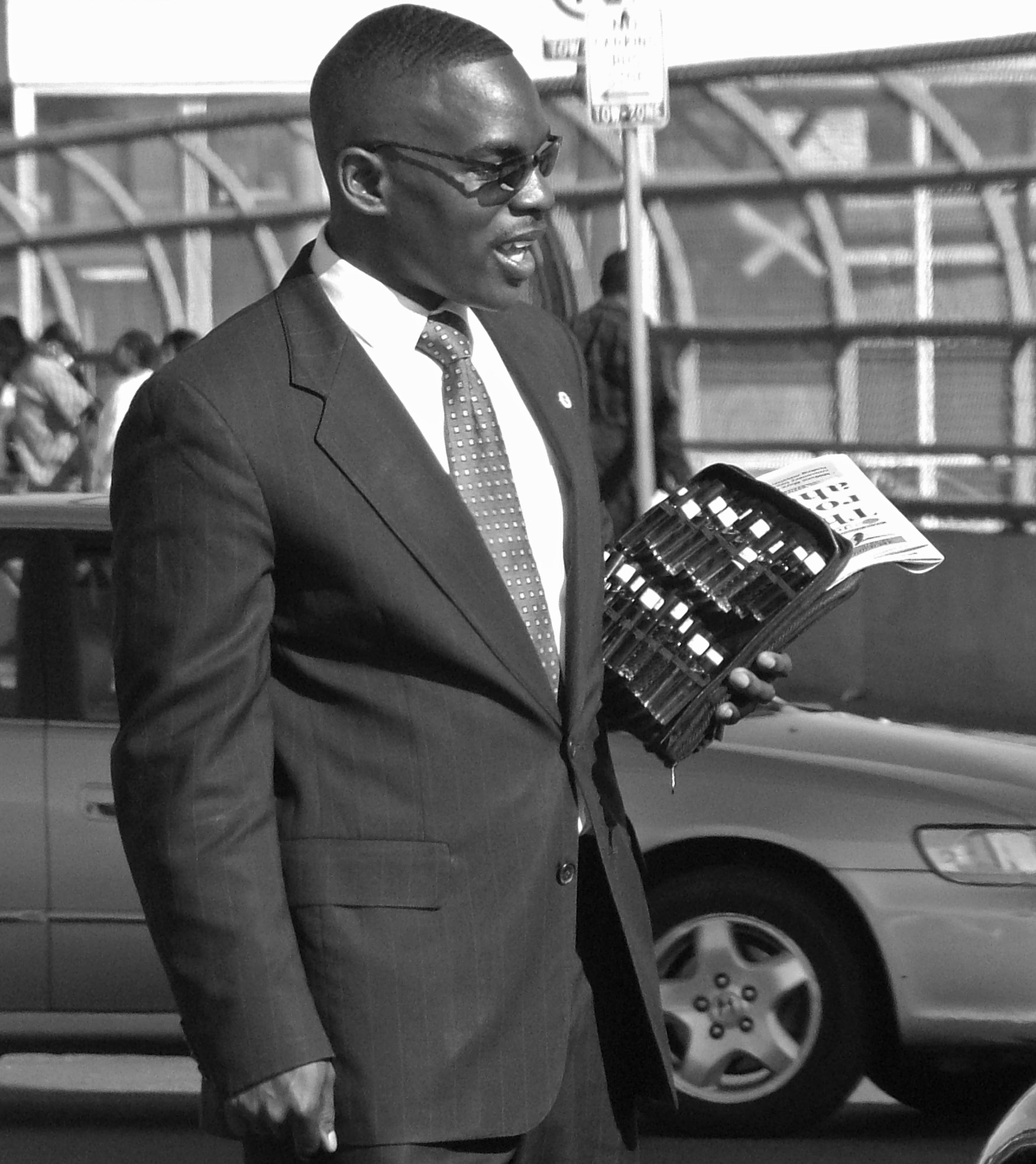
Un vendeur de Nation of Islam, vendant l’hebdomadaire Call of Islam, et ce qui ressemble à un assortiment d’huiles et de parfums.

L’indépendance doit aussi se construire dans le domaine économique. Les Noirs doivent prendre leurs propres décisions politiques, sociales, économiques (autodétermination). Notamment créer leurs propres entreprises et leurs propres emplois.
Nation of Islam a très tôt insisté sur la nécessité pour les Noirs en général, et les « Musulmans noirs » en particulier, de construire des entreprises noires et d’acheter préférentiellement dans ces entreprises. Il s’agit d’une part d’acquérir un statut social plus favorisé, et d’autre part de ne plus dépendre des patrons blancs, accusés de racisme. À ce titre, l’organisation a créé dès les années 1930 des entreprises sous son contrôle, mais a aussi encouragé ses membres à créer leurs propres entreprises, tout en favorisant l’emploi des membres de la communauté et les relations économiques avec les autres sociétés « musulmanes ». Le succès a été en partie au rendez-vous, et un tissu petit mais actif d’entreprises liées directement ou indirectement à la NOI s’est affirmé avec les années[source secondaire nécessaire].

#### Éducation
La langue anglaise n'est pas considérée comme un signe de soumission (comme cela peut-être le cas dans certaines sous-cultures) mais est nécessaire à la pleine dignité des Noirs. Il faut donc l'étudier et la maitriser en profondeur pour s'exprimer.
Néanmoins l’indépendance doit se construire dans le domaine intellectuel. La NOI accuse en effet le système américain de l’éducation d’avoir toujours maintenu les Noirs dans une situation d’échec scolaire et d’exclusion des universités (situation qui a cependant beaucoup évolué depuis les années 1960), et d’avoir développé des programmes ethno-centrés développant le mépris pour les Noirs et les civilisations extra-européennes. À ce titre, « nous voulons une éducation égale, mais des écoles séparées jusqu’à l'âge de 16 ans pour les garçons et 18 ans pour les filles, à la condition que les filles soient envoyées dans des écoles et des universités pour filles. Nous voulons que tous les enfants noirs soient éduqués, enseignés et entraînés par leurs propres professeurs. »
Le sport et les divertissements sont déconsidérés (voir par exemple les rapports entre Mohammed Ali et NOI).

### Projet d'une indépendance sociale et politique des Noirs
La mise en œuvre de chacun de ces éléments doit aboutir au niveau territorial à la création d'un État indépendant noir, par exemple dans le Sud des États-Unis, quitte à organiser un déplacement massif des Noirs vers ce nouveau pays. « Nous voulons que notre peuple en Amérique dont les parents et grands-parents étaient des descendants d’esclaves puisse établir un État séparé ». Ce projet n’a cependant jamais réellement été soutenu par des initiatives concrètes : « Le séparatisme racial que Muhammad a pratiqué était plus symbolique que toute autre chose, limité à construire une identité noire et à la création d’institutions et d’entreprises dirigées par des Noirs. Les changements-tremblements de terre, tels que la destruction du « diable blanc » et la tache monumentale du transport et de la réinstallation de vingt millions de Noirs ailleurs, ont été laissés à Allah, qui choisirait sa propre heure pour agir » ».

## Développement

Un des drapeaux de la Nation de l’islam. Les lettres signifient Justice (justice), Freedom (liberté), Equality (égalité), Islam (islam).

En trente ans, de 1934 à 1964, l’organisation va connaître un développement important, sans crise intérieure notable.

### Consolidation
Sous la direction d’Elijah Muhammad, le groupe devient très missionnaire. Avec le temps, ses prêcheurs ont porté ses enseignements, des rues et des halls de réunion aux prisons américaines. Le nouveau groupe a surtout « attiré des Afro-Américains désabusés et pauvres du nord urbain », encore que la progression ait été lente à ses débuts. Les milieux noirs très chrétiens du Sud des États-Unis, souvent fortement structurés en communautés rurales regroupées autour d’un pasteur, se sont en revanche montrés très difficiles à pénétrer. Ainsi, la NOI n'a eu aucun succès dans le Sud des États-Unis, qui est pourtant paradoxalement l'endroit où il y a le plus d'Afro-Américains dans le pays.
Dès les années suivant la disparition de son fondateur, Nation of Islam met en place le Savior’s Day (jour du sauveur), chaque 26 février, date anniversaire de la naissance supposée du « maître W. D. Fard Muhammad, né le 26 février 1887 [… dans] la cité sainte de La Mecque ». Avec le temps, le Savior’s Day est devenu une fête religieuse importante de la communauté, servant de marqueur de l’identité de celle-ci, et donnant certaines années lieu à des rassemblements de masse.
En 1934 a lieu la première diffusion de The Final Call to Islam, premier journal de la NOI. Celui-ci et ses successeurs auront des publications intermittentes, mais qui se renforceront avec le temps, améliorant la capacité de communication de la NOI.
À la veille de la Seconde Guerre mondiale, la jeune organisation, encore très modeste, a déjà ses lieux de culte (encore appelés « temples » à l’époque), son idéologie, son encadrement, ses fêtes religieuses et ses organes de communication.
Pendant la Seconde Guerre mondiale, la Nation de l’islam affirme son opposition au gouvernement américain en refusant toute collaboration à l’effort de guerre. D’après un rapport du FBI no 100-9129 du 30 septembre 1942, Elijah Muhammad aurait, « à des réunions tenues entre le 11 septembre et le 18 septembre 1942, déclaré que les Japonais sont leurs frères. […] Des plaintes ont été enregistrées […] à Chicago […] accusant le sujet Mohammed […] de sédition [et de] conspiration ». D’après un rapport du FBI du 19 décembre 1942, Elijah Muhammad serait à cette date « sous le coup d’une condamnation à trois ans de prison [et] environ 65 membres ont été arrêtés à Chicago » (il a été arrêté fin septembre 1942). En 1943, encore très petite, Nation of Islam est décrite par un rapport du FBI comme étant « fortement pro-japonaise, et ses leaders conseillent à ses membres de refuser de se faire enregistrer » pour l’effort de guerre en indiquant « qu’ils sont déjà enregistrés à La Mecque ». Ce rapport indique aussi que « les leaders des temples situés à Milwaukee, Washington et Chicago ont été […] inculpés pour sédition ».
Ces rapports confirment le rapport très oppositionnel des membres de la NOI avec le gouvernement américain, même en période de crise. La NOI n’ayant que quelques centaines de membres à l’époque, son impact sur l’effort de guerre américain a été nul. La guerre a cependant été un moment où l’organisation a pu affirmer de façon spectaculaire son opposition frontale au « gouvernement blanc », contribuant ainsi à se faire connaître.
Après la guerre, la pression policière s’estompe, et la NOI peut reprendre ses efforts de développement. Muhammad lui-même sort en 1946 de la prison fédérale de Milan, Michigan, ou il se trouvait depuis 1942. En 1952, la NOI recrute Malcolm Little, plus connu sous le nom de Malcolm X, qui deviendra un artisan important du fort développement des années 1950 et du début des années 1960.

### Expansion: les années Malcolm X

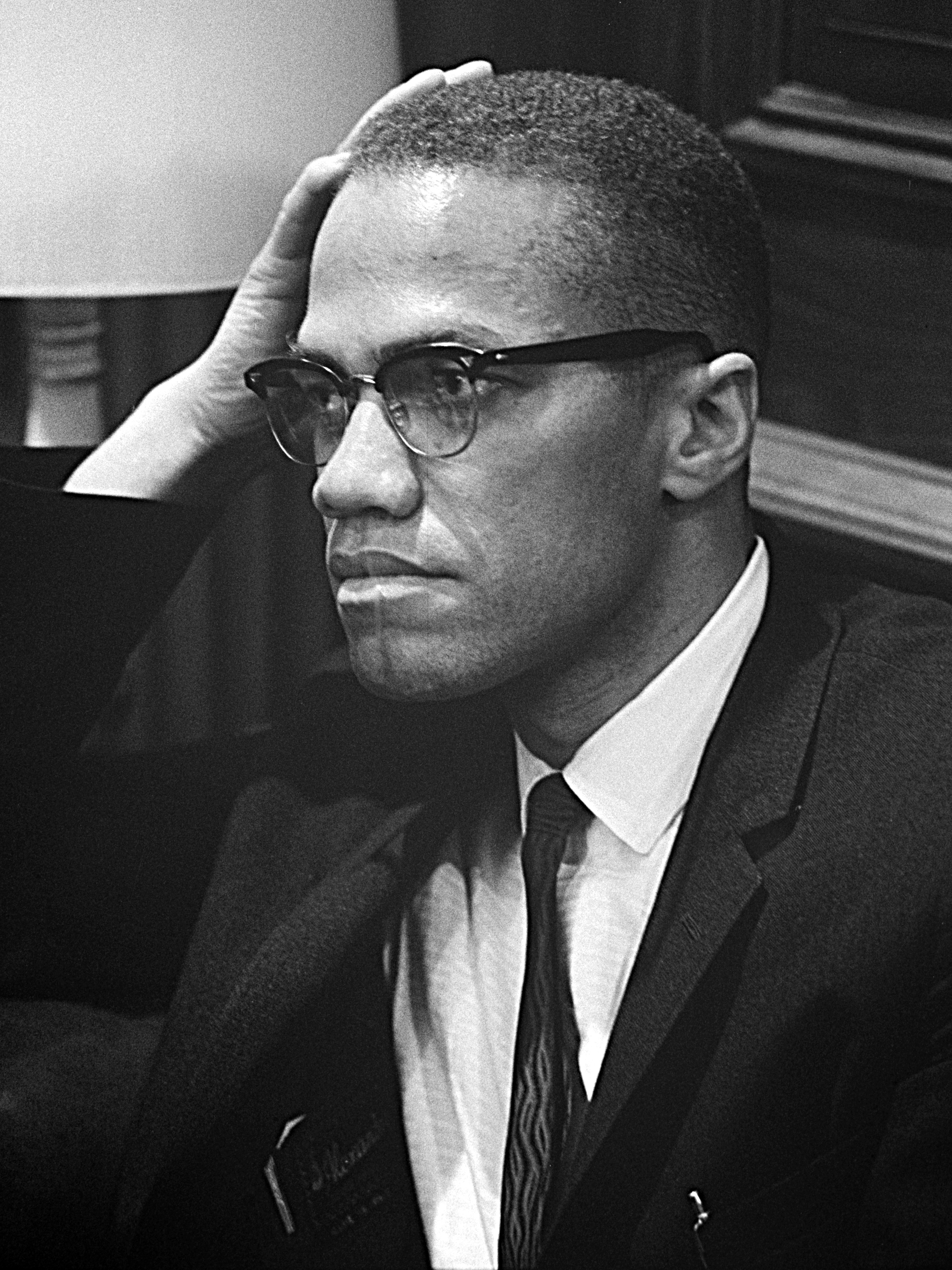
Malcolm X en mars 1964.

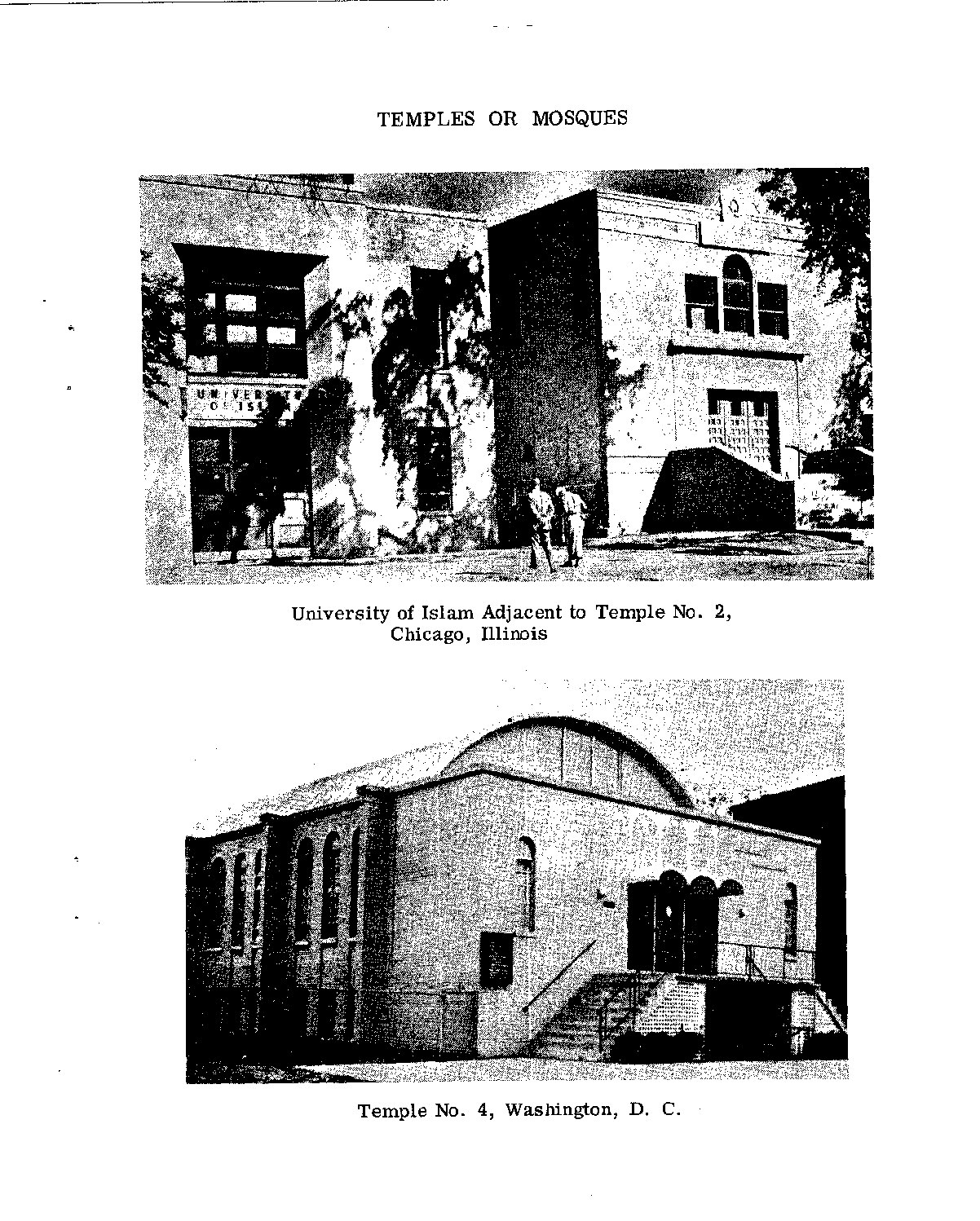
Des lieux de culte de la NOI, dans un document du FBI datant de 1960.

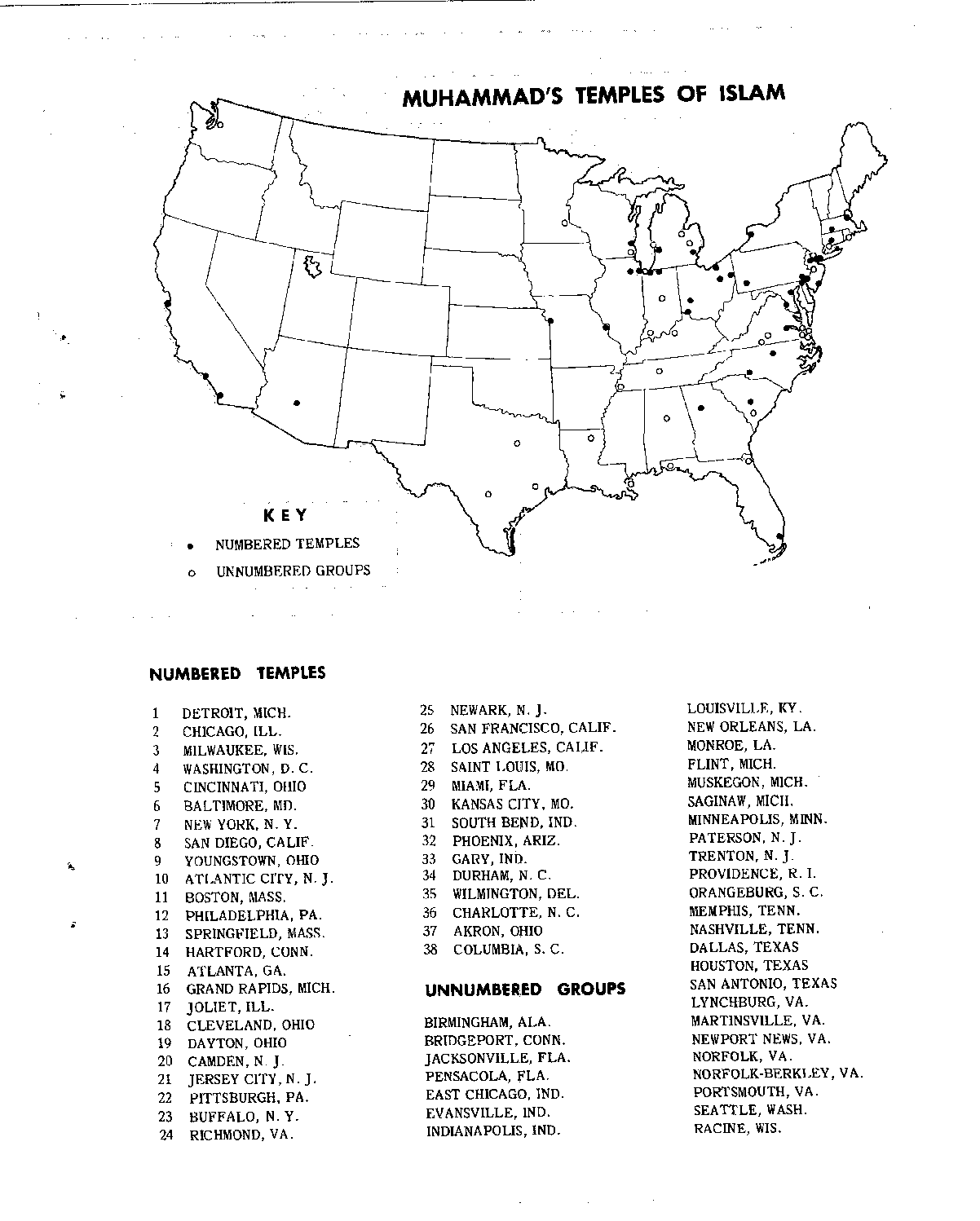
Une carte des temples de la NOI, dans un document du FBI datant de 1960. On note la nette dominance du Nord-Est de États-Unis.

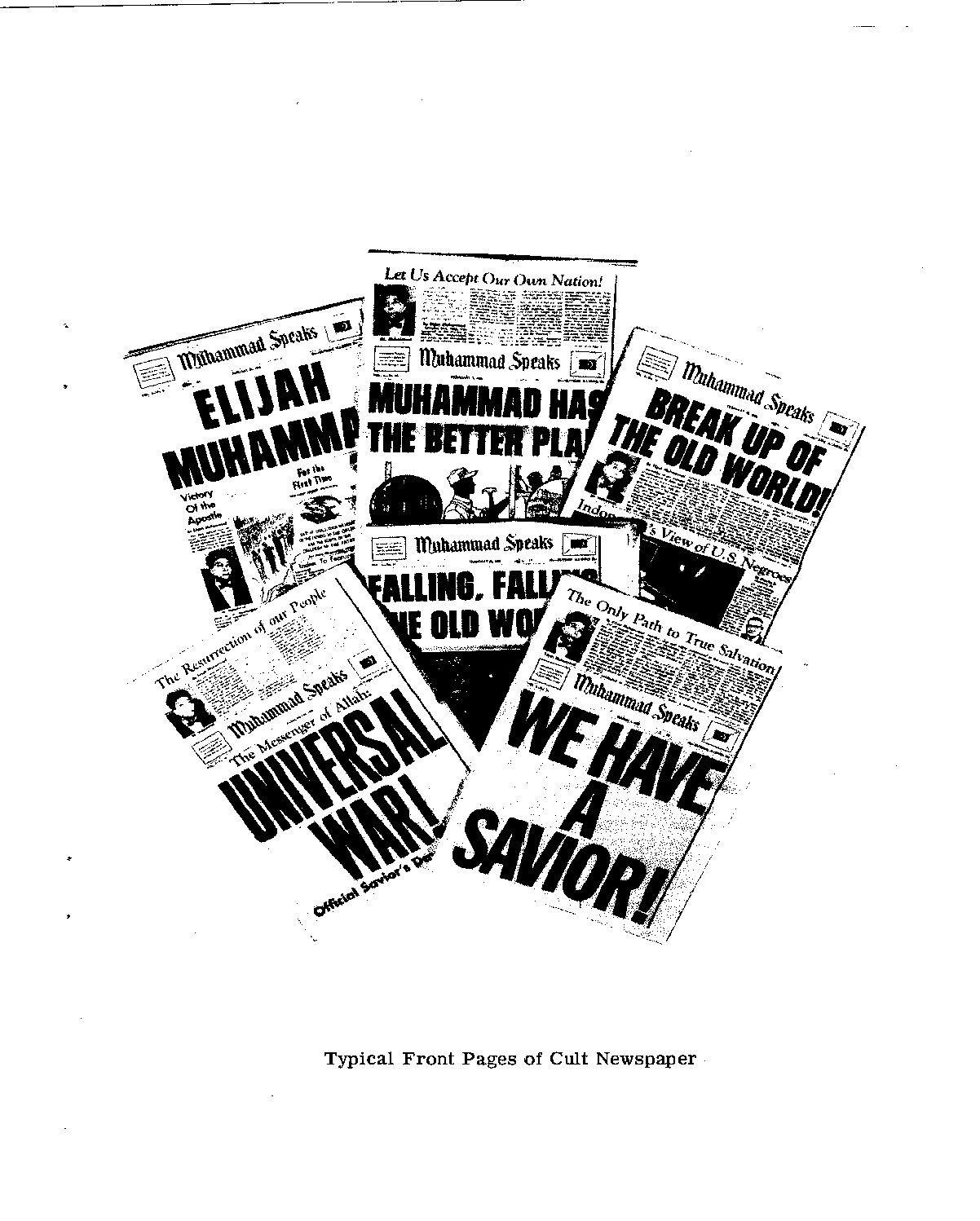
Journaux du culte, vers 1960.

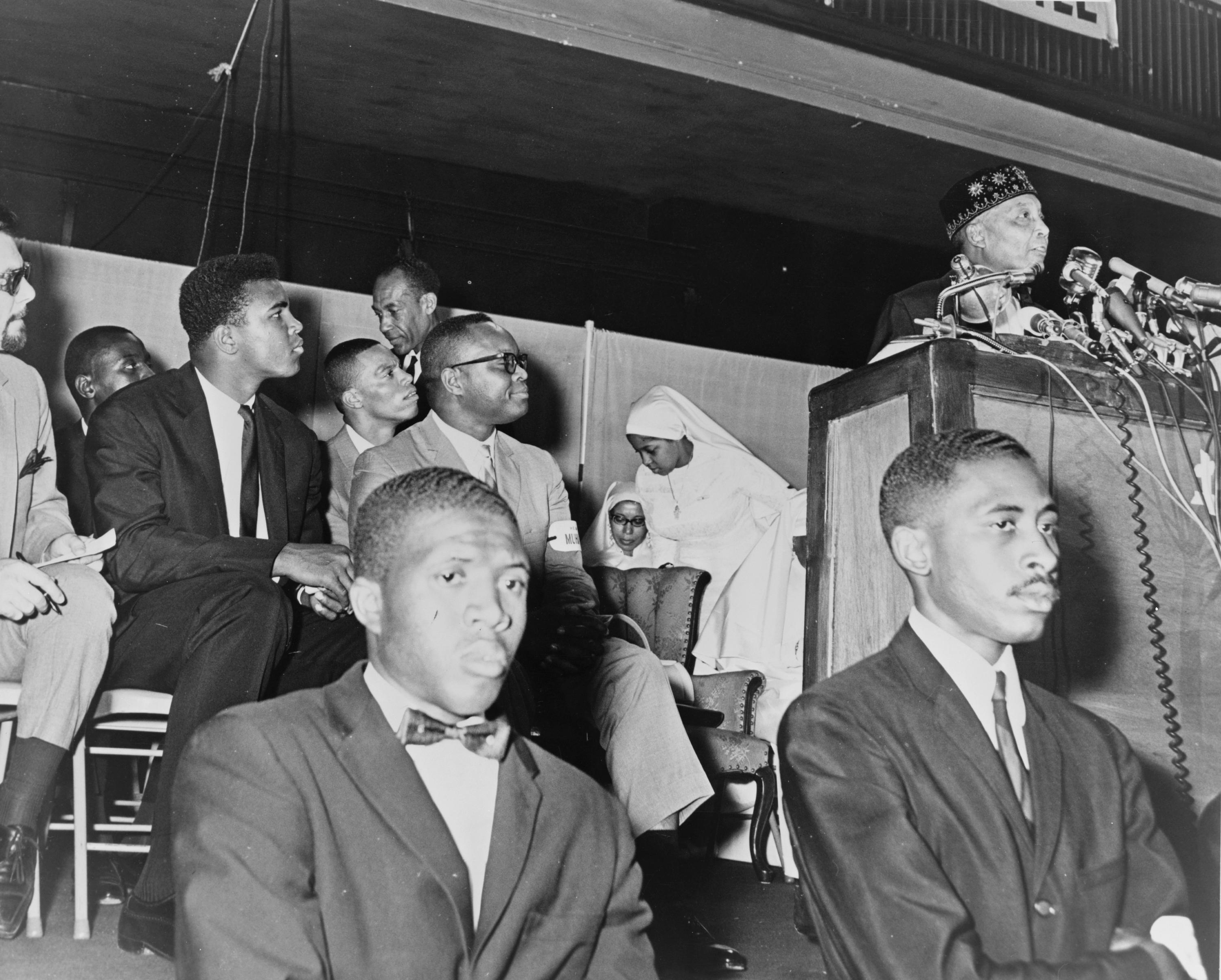
Mohamed Ali à un meeting de Elijah Muhammad.

Les années 1950 et le début des années 1960 ont vu l’organisation passer de quelques centaines de membres (500 estimés en 1952) à des dizaines de milliers (30 000 estimés en 1963). « Jusqu’en 1964 Malcolm X, fut le principal porte-parole de la doctrine de Elijah Muhammad », et devient le leader le plus visible et connu de la NOI, surtout après sa nomination comme « porte-parole national de Nation of Islam ».
Malcolm Little (1925-1965) est né à Omaha, dans le Nebraska. Son père était un prédicateur baptiste et un défenseur de Marcus Garvey (un nationaliste noir), et est mort de façon controversée (peut-être assassiné) en 1931. Après une scolarité prématurément interrompue et des placements dans différents foyers d’accueil, Malcolm Little s’installe à Boston, chez sa demi-sœur, puis part pour Harlem (New York), où il devient rapidement un délinquant.
Pendant la Seconde Guerre mondiale, il est réformé 4-F (mentalement perturbé). D’après son autobiographie, il aurait déclaré, en vue d’être refusé, qu’il voulait une arme pour « tuer des crackers », terme péjoratif désignant les Blancs. Bien avant son autobiographie, le FBI cite d’ailleurs un courrier du 29 juin 1950 où il écrit « ils ne m’accepteront jamais dans l’US Army. Tout le monde a toujours dit Malcolm est fou, aussi n’est-il pas difficile de convaincre les gens que je le suis ».
À 21 ans, en 1946, il est condamné à une peine de huit à dix années de prison à la suite de cambriolages. En 1948, son frère Reginald, qui s’est converti à Nation of Islam, lui adresse un courrier où il le presse de se convertir, ce qu’il fait peu de temps après. Après sa conversion, il devient un prisonnier avide de lecture, se constitue une bonne culture autodidacte et commence à correspondre par courrier avec Elijah Muhammad.
Après sa libération en août 1952, il rencontre celui-ci à Chicago. Selon une des pratiques de la NOI, il change son nom de famille, et prend celui de « X ». Repéré par Elijah Muhammad, il devient un prêcheur efficace et dynamique, d’une grande loyauté vis-à-vis de celui-ci. Pour ces raisons, il monte rapidement les échelons de la petite organisation qu’est encore Nation of Islam.
Six mois seulement après sa libération, en février 1953, preuve de son importance croissante, le FBI ouvre un dossier le concernant. Il y est suspecté de sympathies communistes.
En 1953, à 27 ans, il devient d’abord un assistant du temple no 1, puis le responsable du temple no 11, à Boston. En 1954, il devient celui du temple no 7 de Harlem (New York), sur Lenox Avenue, puis ouvre de nombreux temples à travers le pays. Le rapport du FBI du 16 mars 1954 le décrit « voyageant à travers les États-Unis, prenant des contacts avec différents temples du […] culte ». Ses discours enflammés et sa personnalité charismatique en font bientôt l’homme le plus en vue de Nation of Islam après Elijah Muhammad[réf. nécessaire].
L’organisation se développe rapidement dans les milieux noirs et pauvres, et bénéficie également indirectement du développement de la lutte pour les droits civiques des Noirs (à partir de 1955) ainsi que du développement du militantisme noir qui l’accompagne. Les prêches ont un succès particulier dans les prisons.
Entre 1952 et 1963, Nation of Islam serait passé de 500 à 30 000 membres. Cette croissance spectaculaire est due à la rencontre entre le réveil du militantisme noir dans tout le pays et une idéologie de la fierté noire particulièrement radicale. Mais il est indéniable qu’elle est aussi largement due à l’activité missionnaire de Malcolm X. C’est dans le cadre de cette croissance spectaculaire des adhésions qu’en 1955 Louis Eugene Walcott, chanteur de calypso et violoniste, rejoint la Nation de l’islam, et prend le nom de Louis Farrakhan. Nation of Islam attire aussi le célèbre boxeur Cassius Clay, qui prendra le nom musulman de Mohammed Ali.
À partir de la fin des années 1950, la NOI gagne une visibilité médiatique croissante. C’est en particulier le documentaire télévisé de Mike Wallace en 1959, The Hate that Hate Produced (« la haine que la haine a produit »), qui révèle la NOI au niveau national. Meilleur orateur de l’organisation, Malcolm X devient un habitué des plateaux télévisés, et est régulièrement interviewé par la presse écrite et radiodiffusée. À l’heure des premières indépendances africaines et de la lutte pour les droits civiques des Noirs, la croissance rapide de la NOI inquiète et fascine les médias. Preuve de l’importance croissante de l’organisation, X est intégré en tant que représentant de la NOI au sein d’un comité de personnalités noires de divers horizons qui rencontre Fidel Castro le 19 septembre 1960, lors de la visite de celui-ci aux États-Unis.
Le 24 décembre 1959, Elijah Muhammad et ses fils font le pèlerinage à La Mecque. Malgré son éloignement de l’islam orthodoxe, les autorités saoudiennes ont laissé le leader de Nation of Islam participer au hajj pour des raisons inconnues, peut-être par ignorance de l’organisation.
Malcolm X n’est pas le seul vecteur médiatique de l’organisation. Celle-ci s’exprime aussi largement à travers la presse noire américaine. « Les hommes de la Nation de l’islam ont vendu The Crusader et The Pittsburgh Courier, the Amsterdam News et the Westchester (N.Y.) Observer parce qu’ils contenaient le message de M. Muhammad, souvent entouré dans la même page par des annonces pour les entreprises à capitaux musulmans qui soutenaient le travail de M. Muhammad. Dans The Curier et The Crusader, la colonne s’est appelée Mr Muhammad Speaks. Dans The Amsterdam News elle était intitulée Le Monde de l’Islam et The Observer a publié les enseignements de M. Muhammad dans une série appelée : Le Paradis de l’homme blanc est l’enfer de l’homme noir ». Certains de ces journaux avaient une large diffusion, puisque le The Pittsburgh Courier auraient distribué 350 000 copies par semaine en 1957.
Au début des années 1960, Elijah Muhammad souhaite cependant bénéficier de son propre organe de presse. Les publications de l’organisation existaient depuis les années 1930 (première publication de The Final Call to Islam en 1934), mais manquaient de régularité et d’envergure. En 1961 parait le journal national Muhammad Speaks. Celui-ci reprend partiellement le titre d’un journal local créé à New York en 1960 par Malcolm X (alors à la tête du temple no 7) : Mr. Muhammad Speaks. D’après The Final Call (hebdomadaire de la NOI), la création du nouveau journal est aidée par « l’éditeur et auteur pakistanais Abdul Basit Naeem ». Le journal paraît au départ mensuellement, mais gagne progressivement en diffusion, touchant un public noir pouvant aller au-delà du cercle de la communauté. En 1969, le journal aurait diffusé 400 000 exemplaires par semaine, et jusqu’à 950 000 en 1974.
Enfin, dans les années 1950 se développe ce qui est souvent présenté comme la branche paramilitaire de l’organisation, Fruit of Islam, présenté par la NOI comme le service d’ordre de l’organisation, affecté à la sécurité des responsables et des militants. Pour ses détracteurs, Fruits of Islam est en fait une force paramilitaire potentielle. Le groupe recrute chez des anciens policiers, militaires, mais aussi délinquants, et applique une très stricte discipline interne.

## Départ de Malcolm X

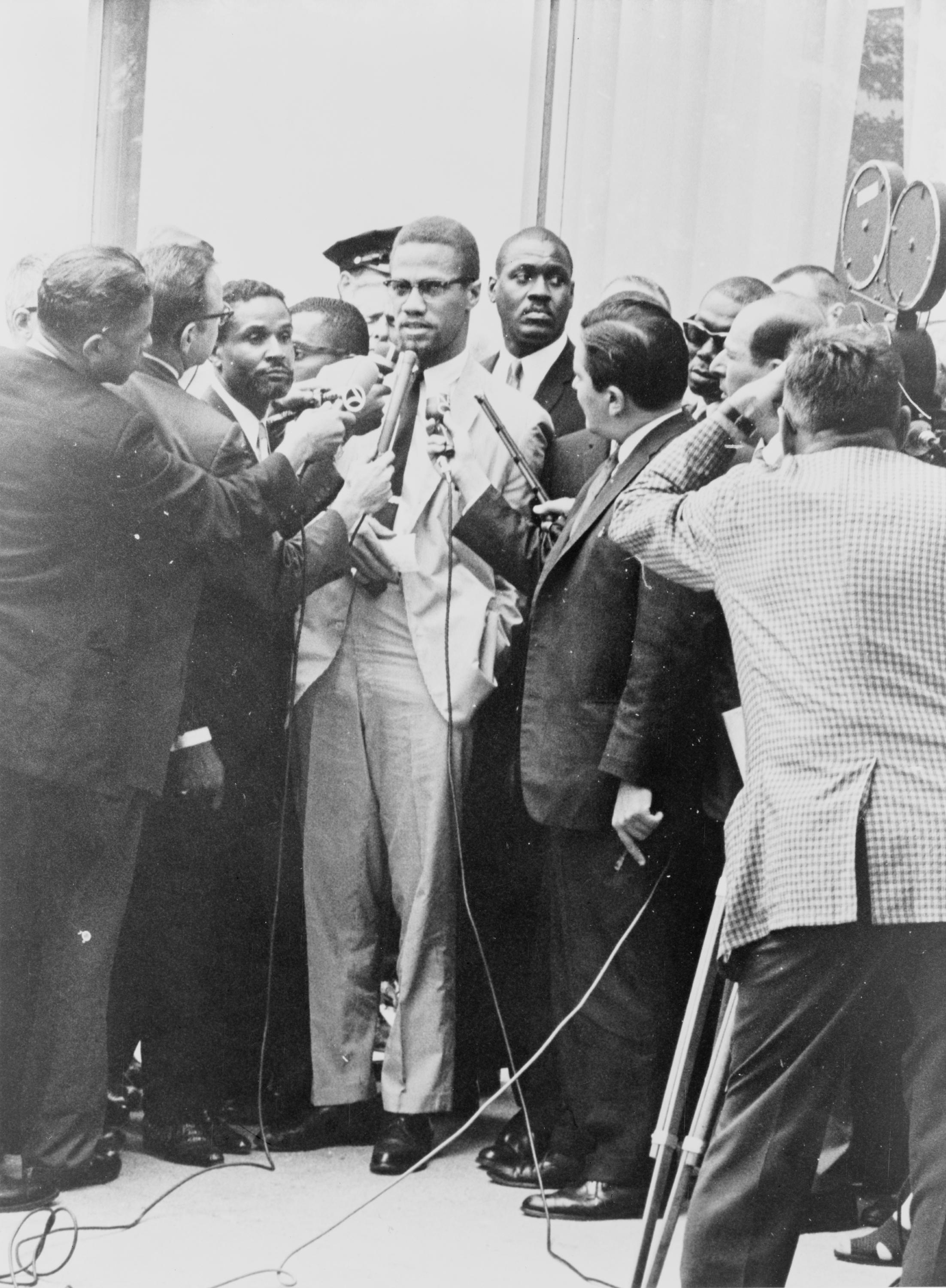
L’intérêt des médias pour Malcolm X.

À partir du début des années 1960, plusieurs controverses vont progressivement éloigner Malcolm X d'Elijah Muhammad.
Tout d’abord des affaires de mœurs : des rumeurs couraient depuis quelque temps sur les nombreux adultères commis par Elijah Muhammad avec de jeunes secrétaires du mouvement. Warith Deen Muhammad, le propre fils d’Elijah Muhammad, et un ami proche de X, informa ce dernier « en 1963, que son père Elijah Muhammad avait mises enceintes six de ses secrétaires ».
L’adultère est totalement contraire aux enseignements de Nation of Islam. Après avoir écarté ces informations, Malcolm X aurait fini par en obtenir confirmation en 1963. Elijah Muhammad lui-même aurait fini par indiquer qu’étant l’envoyé de Dieu sur terre, il n’était pas soumis aux mêmes règles que le commun des mortels. Ces évènements semblent avoir fortement altéré la confiance de X dans la sainteté d’Elijah Muhammad.
Le second sujet de divergence porte sur la politique : Malcolm X était intéressé par le mouvement pour les droits civiques des Noirs tels qu’il se développait depuis 1955. Si l’idéologie officielle du mouvement était opposée au nationalisme noir et revendiquait simplement un statut d’Américain normal pour les Noirs, X considérait qu’il devait y avoir une présence des nationalistes noirs et des black muslims dans ce qui apparaissait comme le premier grand mouvement de masse noir de l’histoire des États-Unis. Elijah Muhammad était par contre hostile à la fin de la ségrégation raciale et au soutien à un mouvement dans lequel se trouvaient de nombreux Blancs progressistes. Il craignait la dissolution des Noirs dans un ensemble américain dominé par les Blancs.
Le troisième contentieux porte sur la religion : Malcolm X a commencé à s’intéresser à l’islam sunnite officiel et s’est rendu compte que la religion prêchée par Elijah Muhammad en était très éloignée. L’intérêt montré par X à l’égard de l’islam orthodoxe ne pouvait donc que l’éloigner de son mentor.
On peut enfin citer des divergences d’ambitions : l’aura de X au sein de la communauté noire en général et de Nation of Islam en particulier, sa médiatisation importante, semblent avoir inquiété Elijah Muhammad et suscité sa jalousie.
En 1963, après l’assassinat du président Kennedy, toutes ces divergences éclatèrent sur la place publique, après une déclaration controversée de X. Celui-ci déclara en effet que la violence que Kennedy n’avait pas pu arrêter se retournait contre lui. Il ajouta « Chickens coming home to roost never made me sad. It only made me glad » (« les poulets revenant au poulailler ne me rendent jamais triste, ils me rendent seulement heureux » - En français, Chickens coming home to roost a une signification proche de « qui sème le vent récolte la tempête »). Cette phrase pouvait se comprendre comme une approbation de l’assassinat. Elijah Muhammad désavoua cette déclaration, ordonna que la Nation of Islam envoie officiellement ses condoléances à la famille Kennedy et interdit à X toute déclaration publique pendant 90 jours, injonction à laquelle Malcolm X obéit. Mais les relations entre les deux hommes atteignaient leur point de rupture. Dans son autobiographie, X affirme même qu’un de ses assistants lui aurait alors indiqué avoir reçu l’ordre de la direction de la NOI de le tuer.
Le 8 mars 1964, Malcolm X annonça son départ de la Nation de l’islam. Le 12 mars, il annonçait la création de sa propre organisation « The Muslim mosque inc. ». Peu de temps après, il se convertit à l’islam sunnite orthodoxe. Le 13 avril 1964, Malcolm X partit de l’Aéroport international de New York - John-F.-Kennedy pour faire le pèlerinage à La Mecque (le hajj) dont il revint sous le nom musulman de Malik El-Shabazz. Sa femme et ses filles prirent alors le nom de famille de Shabazz.
Il condamna le racisme antiblanc de Nation of Islam. Mais Malcolm X resta fidèle à une action tournée de façon privilégiée vers le peuple noir. Il refusa aussi de condamner la violence des opprimés et eut des paroles assez dures pour les tenants de la non-violence, qu’il accusa d’encourager à la soumission.
Peu de temps après son retour de La Mecque, Malcolm X fonda l’« organisation pour l’unité afro-américaine », un groupe politique non religieux. Il affirme ainsi sa volonté de mener à la fois une lutte religieuse pour l’Islam, et une lutte politique pour les Noirs, les deux fonctionnant de façon autonome.
La tension entre Malik El-Shabazz et Nation of Islam ne cessa de croître. Le 14 février 1965, sa maison fut l’objet d’un attentat à la bombe, et il fut assassiné de 21 balles le 21 février 1965. Deux mois auparavant, Louis Farrakhan avait écrit « un tel homme est digne de mourir ». Trois membres de Nation of Islam seront reconnus coupables en 1966 : Norman 3X Butler, Thomas 15X Johnson et Talmadge Hayer. L’organisation elle-même niera toute participation à l’assassinat. « Betty Shabazz [la femme de Malcolm X], qui est morte en 1997, a publiquement accusé Farrakhan d’un rôle dans le meurtre ». Celui-ci a admis au début 2007 « j’ai pu être complice en mots », tout en niant une implication directe de l’organisation. En 1994, Qubilah Shabazz, une des filles de Malcolm X sera arrêtée et inculpée pour avoir payé un tueur à gage chargé de tuer Farrakhan, accusation abandonnée en 1995. Il a également été envisagé que le FBI ait eu connaissance du projet d’assassinat et l’ait couvert, voire aidé. Cette hypothèse a été reprise par la NOI. Les trois militants accusés de l'assassinat de Malcolm X sont incarcérés pendant vingt ans, jusqu'en 1985. La justice établit leur innocence en 2021 ; le New York Times souligne que les procureurs, le FBI et la police de New York « ont dissimulé des preuves cruciales » lors de l’enquête.
À sa mort, le projet de Malcolm X de créer un islam sunnite au sein de la communauté noire, intégré dans l’islam mondial et rompant avec le racisme semble un échec. Son organisation restera groupusculaire, et Elijah Muhammad maintiendra fermement son emprise sur l’islam noir américain jusqu’à sa mort, en 1975.

## Évolution vers le sunnisme
Le 26 février 1975, Elijah Muhammad meurt. Conformément à ses croyances numérologiques, il désigne son septième fils, Warith Deen Muhammad (né Wallace D. Mohammed en 1933) pour lui succéder. Celui-ci reconnaîtra plus tard avoir été influencé par la pensée de Malcolm X (dont il était un ami proche), lequel sera d’ailleurs réhabilité par le mouvement (une mosquée prendra même son nom).
En trois ans, entre 1975 et 1978, il transforme de fond en comble l’idéologie du mouvement, et l’amène sur une base religieuse sunnite, tout en rompant avec l’idéologie raciste et nationaliste de son père. « L’idée que nous avons eu de la communauté n’est pas islamique, et vient des jours du nationalisme noir ». Le projet d’un État indépendant pour les Noirs est donc abandonné.
La forte centralisation typique de Nation of Islam est réformée, afin de favoriser une large décentralisation des mosquées, plus conforme à la tradition du sunnisme : « notre religion n’exige pas le degré d’organisation et de contrôle centralisé que nous avons utilisé. Les Musulmans sont juste des Musulmans, et ils vont à la mosquée, et c’est tout ». Les communautés relevant de ce mouvement sont ouvertes à toutes les races, même si elles restent en pratique surtout composées d’Afro-Américains.
Warith Deen Muhammad est devenu un leader religieux respecté et incontournable aux États-Unis. Il lui sera demandé en 1992 de faire une prière au Sénat américain, et c’est lui qui fera la prière musulmane lors de la prière interconfessionnelle pour l’investiture du président Clinton, en 1997.

## Refondation deNation of Islam

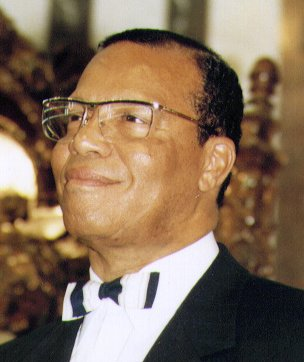
Louis Farrakhan.

En 1978, un groupe de membres historiques de Nation of Islam, dirigés par Louis Farrakhan, décide de se réorganiser autour des enseignements de Elijah Muhammad. En 1981, Louis Farrakhan proclame officiellement la restauration de Nation of Islam, et la fidélité aux dogmes de Elijah Muhammad. La « nouvelle » NOI s’affirme comme la légitime continuatrice de l’organisation créée par Elijah Muhammad, tant sur le plan religieux que sur le plan du nationalisme afro-américain. En pratique, le contexte a évolué par rapport aux années 1930 ou 1960, en particulier dans trois domaines :
- Le rapport aux autres Noirs. Avec le développement de la déségrégation et le développement d’une classe moyenne noire mieux intégrée, la NOI a été amenée à développer un dialogue plus important avec les autres groupes de la communauté noire que ce que pratiquait Elijah Muhammad. Sous la direction de Louis Farrakhan, l’organisation est même devenue très unitaire, insistant sur la nécessaire unité de la communauté noire, alors qu’Elijah Muhammad restait à l’écart des grandes organisations noires anti-ségrégation : « Minister Farrakhan […] a été le bienvenu dans d’innombrables églises ». Pour « la véritable réhabilitation politique de la communauté [noire], minister Farrakhan s’est ré-enregistré pour voter en juin 1996 et a formé une coalition d’organisations religieuses, civiques et politiques pour porter la voix de ceux qui sont privées des droits civiques dans le paysage politique »[72].
- Le rapport aux autres musulmans noirs. À la suite des réformes du fils d’Elijah Muhammad, les sunnites sont devenus majoritaires au sein des communautés Black Muslims. L’obligation de se définir par rapport à eux est donc devenue essentielle, et a entraîné un rapprochement avec les pratiques sunnites, même si les doctrines restent différentes sur certains points.
- Le rapport à la société américaine en général. Avec son développement et son institutionnalisation, l’organisation a dû évoluer quant à son rejet radical des États-Unis. La critique est toujours là, mais le refus des membres de la NOI de se considérer comme américains, refus souvent répété à l’époque de Elijah Muhammad est progressivement tombé en désuétude avec l’appel à participer aux élections[72], même si la revendication d’État séparé n’a pas été retirée du muslim program de 1965, toujours officiellement en vigueur.

### Campagne présidentielle de 1984

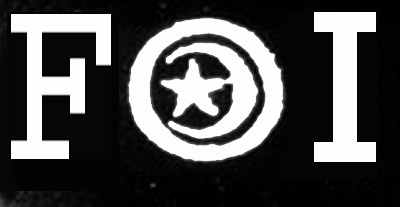
Un logo de Fruit of Islam, la branche « sécurité » de l’organisation.

Nation of Islam s’est « impliquée dans la campagne présidentielle de Jesse Jackson en novembre 1983 ». Le soutien à ce candidat à l’investiture démocrate pour les élections présidentielles de novembre 1984 est une innovation par rapport à l’attitude traditionnellement distante de la NOI par rapport aux institutions américaines et aux autres organisations afro-américaines. L’organisation de Louis Farrakhan insiste désormais sur son soutien à tout ce qui peut faire avancer la condition noire aux États-Unis. « C’est [le groupe de sécurité] Fruit of Islam, [filiale de la NOI] qui a gardé Jesse Jackson pendant la campagne présidentielle de 1984 avant que le Secret Service ne s’en charge ».
En avril 1984, « Farrakhan a averti le parti démocrate que si les demandes de Jackson n’étaient pas prises au sérieux lors de la convention nationale », il mènerait « une armée d’hommes et de femmes noirs à Washington D.C., et nous […] négocierons pour un État ou un territoire séparé ». Ce type de déclaration « anti-américaine », ainsi que l’image anti-blanche et anti-juive de l’organisation a posé certains problèmes à Jesse Jackson, qui a dû prendre ses distances. La campagne de Jesse Jackson a cependant été un moment important pour Nation of Islam, qui s’est ainsi retrouvée sous le feu des médias, et a pu affirmer son militantisme noir, trois ans seulement après la refondation officielle de l’organisation.

### Développement de l’islam noir américain

Un des drapeaux de Nation of Islam.

À partir du début des années 1980, la NOI et les sunnites suivant le fils de Elijah Muhammad se développent de concert, obligés cependant de se définir l’un par rapport à l’autre.
Les orthodoxes limitent la spécificité ethnique de leur mouvement. Tout en conservant une sensibilité afro-américaine marquée, ils insistent sur leur intégration dans l’islam mondial et au sein de la nation américaine. À ce titre, ils suppriment les spécificités théologiques qui les différenciaient des autres musulmans, et ils insistent sur la compatibilité entre le fait d’être un bon musulman, et un bon Américain. L’interdiction de voter ou de s’engager dans l’armée a été levée. Les partisans de Warith Deen Muhammad « professent maintenant l’harmonie raciale, l’amour fraternel et le patriotisme américain ». Warith Deen Muhammad participera ainsi à une prière œcuménique au Congrès américain dans les années 1990, sous la présidence du démocrate Bill Clinton.
La NOI, de son côté, reste officiellement fidèle à ses particularismes, tant théologiques (vis-à-vis du sunnisme) que politiques (vis-à-vis des États-Unis). On note cependant une certaine évolution des pratiques de l’organisation. Les citations du Coran se font plus nombreuses, les « temples » sont rebaptisés « mosquées », le respect des cinq piliers de l’islam est mis en avant, l’attitude anti-blancs est fortement modérée, le vote aux élections est désormais encouragé. On peut y lire une tentative d’adaptation de l’organisation face à la légitimité religieuse islamique plus importante des black muslims sunnites, mais aussi la volonté d’obtenir une certaine respectabilité en rapport avec le poids croissant de la NOI.

### The million man marchde 1995

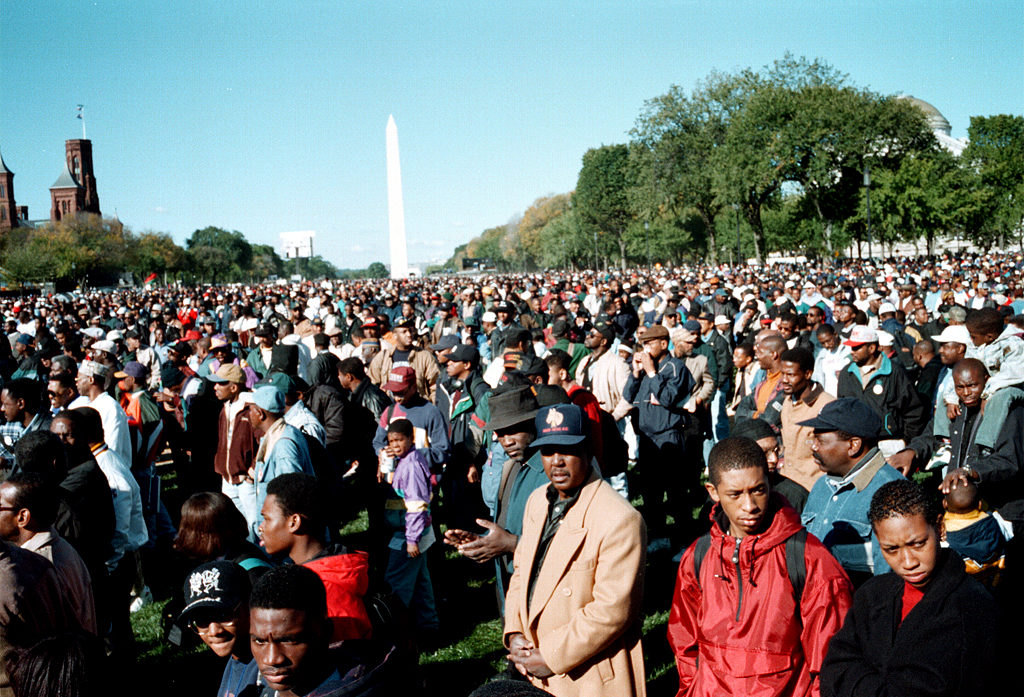
The Million man march, à Washington, en 1995.

Il s’agit d’une grande manifestation organisée à Washington, D.C. en 1995 par la NOI. Il ne s’agit cependant pas d’une manifestation religieuse, mais d’une manifestation communautaire, sociale et politique. « La marche […] a été organisée le 16 octobre comme un saint jour d’expiation, de réconciliation et de responsabilité ». Les objectifs de la marche sont l’encouragement des Afro-Américains à voter lors des élections américaines (ce qui est en rupture avec le traditionnel abstentionnisme de l’époque d’Elijah Muhammad), et l’encouragement des membres de la communauté à se prendre en main pour sortir des problèmes de délinquances, de drogue et de pauvreté. Les orateurs critiquent également beaucoup les réductions par le congrès républicain issu des élections de 1994 (dans le cadre du programme « contrat avec l’Amérique ») des programmes d’aides sociales, comme le Medicaid, les programmes de logement, les bourses d’étudiants et les programmes d’éducation.
La manifestation se veut ouverte à tous les hommes noirs, mais ni aux femmes ni aux Blancs. En pratique, un certain nombre de femmes noires ont participé à la manifestation, mais de façon assez minoritaire. Ces exclusions par le sexe ou la race ont provoqué de fortes polémiques.
Le nombre exact des participants a été discuté (400 000 pour la police, 1,5 à 2 millions pour les organisateurs), mais semble se situer un peu en dessous de 1 million. Le succès de la marche en a fait une des références de la NOI actuelle, qui l’utilise abondamment dans sa communication, en particulier avec la notion de Million more movements, appel lancé en 2005 à l’ensemble de la communauté noire pour organiser d’autres grandes mobilisations à travers les États-Unis.
Au-delà du nombre de participants, la marche est un succès politique pour la NOI, laquelle a obtenu la participation de l’association des élus démocrates noirs à la Chambre des représentants des États-Unis (le Black Caucus), et même la participation d’un élu républicain.
The million march man de 1995 confirme la dimension très politique et pas seulement religieuse que Nation of Islam a pris, au contraire des musulmans noirs sunnites. Bien que ceux-ci représentent probablement plus de 80 % ou 90 % des Black Muslims américains, ils apparaissent de fait comme moins militants dans le domaine politique, et donc comme moins visibles. Grâce à sa présence sur le terrain, la NOI arrive à influencer des Black Muslims sunnites. Le cas de Keith Ellison est de ce point de vue révélateur. Bien que converti à l’islam sunnite en 1983, et bien que pour tout sunnite orthodoxe la NOI ne puisse être qu’une secte non musulmane, il s’est très fortement rapproché d’elle au moment de la marche, avant de s’en éloigner à nouveau. De fait, alors que les musulmans extérieurs à la communauté noire rejettent généralement très fortement la NOI, les Black Muslims sunnites montrent souvent une certaine sympathie pour celle-ci, non pas tant pour son discours religieux (trop hétérodoxe) que pour son discours et sa pratique militante en faveur de la communauté noire. Le séparatisme racial toujours revendiqué par la NOI n’est par contre pas accepté.
Au-delà de son succès événementiel, The million march man de 1995 apparaît donc comme un marqueur de la capacité qu’à la NOI actuelle à influencer la communauté noire bien au-delà de ses frontières religieuses.

### International

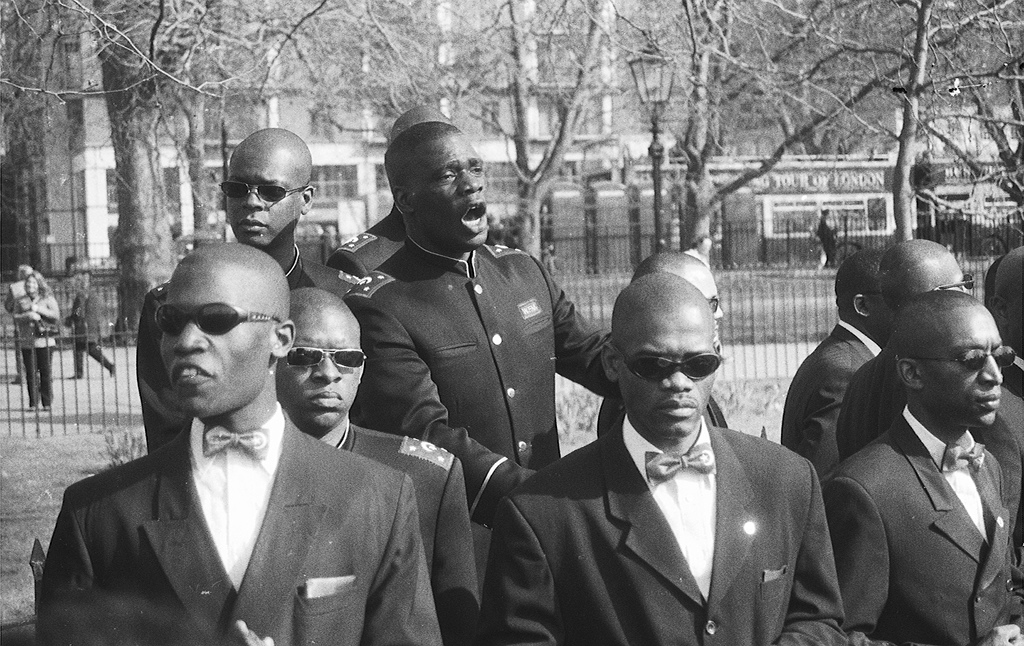
Un prêcheur de la NOI, entouré de membres de Fruit of Islam, en 1999 en Angleterre, lors d’une tentative pour élargir les bases de l’organisation hors des États-Unis.

À compter des années 1980, Louis Farrakhan a déployé une action grandissante à l’extérieur des États-Unis. Certaines de ces actions visent à implanter de nouvelles filiales de la Nation de l’islam, d’autres semblent surtout avoir un objectif en termes d’image, et d’autres enfin visent à l’obtention de financements.

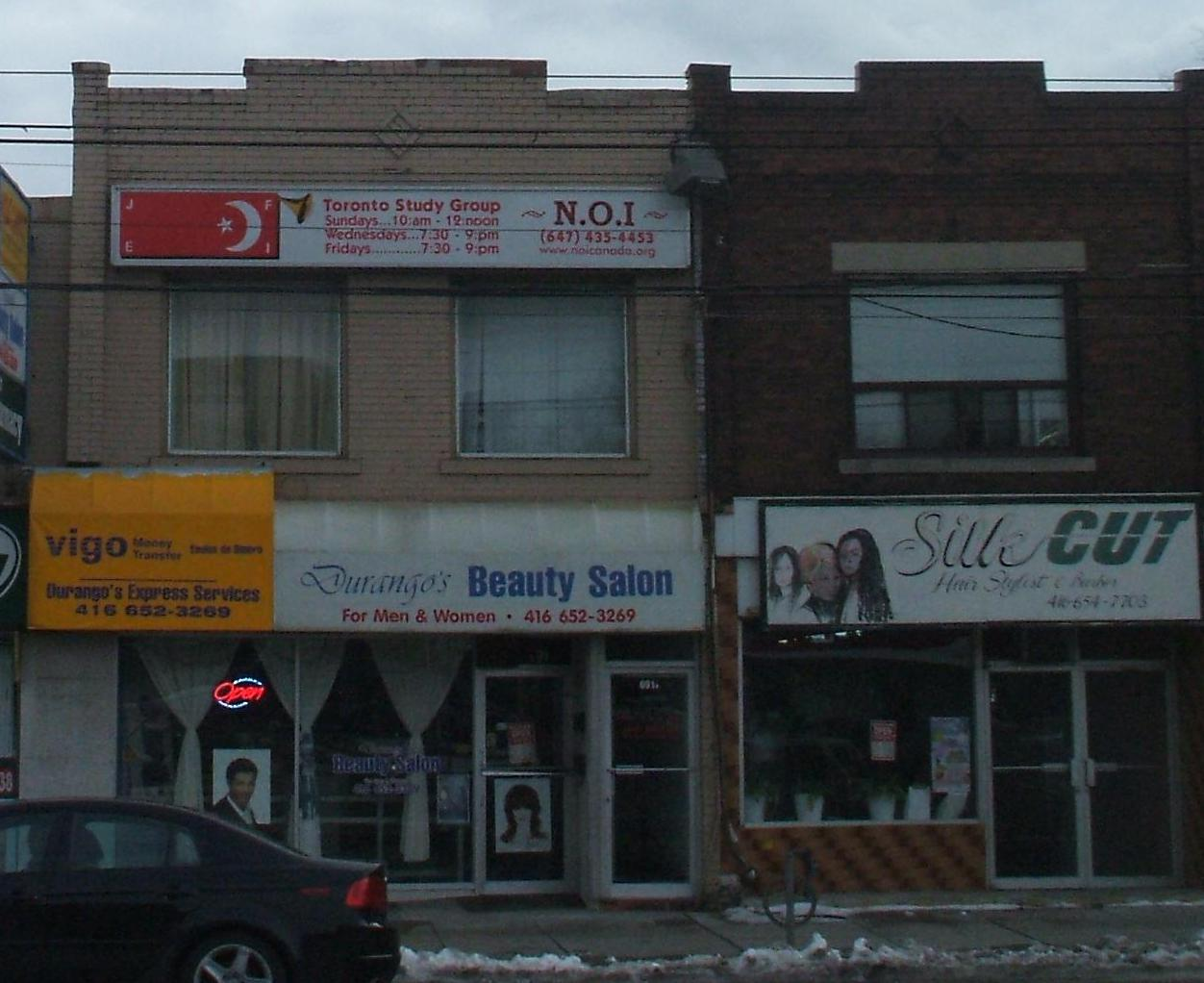
Un « centre d'étude » de la NOI à Toronto, au Canada, en 2007.

En matière de création de nouvelles branches de la NOI, le résultat semble avoir été modeste. La branche canadienne serait la plus développée, eu égard à sa proximité avec le centre historique de l’organisation, dans le Nord-Est des États-Unis. Une branche dissidente de l’organisation y a même été créée en 1997, Nation of Islam of Canada. Il existe une petite branche française, ou s'est formé idéologiquement (avant de la quitter) le militant noir radical Kémi Séba. L’organisation a également essayé sans grand succès de s’implanter en Grande-Bretagne dans les années 1990. L’organisation n’en revendique pas moins « des mosquées et des groupes d’études dans plus de 120 citées en Amérique, en Europe, aux Caraïbes, et des missions en Afrique de l’Ouest et en Afrique du Sud, dévoluent aux enseignements de l’honorable Elijah Muhammad. […] Louis Farrakhan a été reçu dans beaucoup de pays musulmans comme un important penseur et enseignant musulman, et est le bienvenu à travers toute l’Afrique, les Caraïbes et l’Asie, en tant que champion de la lutte pour la liberté, la justice et l’égalité ». Ces activités en dehors des États-Unis sont parfois mal perçues. Ainsi, le gouvernement britannique a-t-il interdit l’entrée sur son territoire à Louis Farrakhan en 1986, à la suite de sa déclaration selon laquelle Hitler avait été « un grand homme ».
Louis Farrakhan a prêté une attention particulière à l’Afrique, et y a effectué plusieurs voyages, bien qu’une implantation permanente ne semble pas avoir été obtenue, ni forcément recherchée.
En 1986, par exemple, Farrakhan organise un voyage de cinq jours au Nigéria « avec 14 assistants et gardes du corps », provoquant certaines réactions négatives dans le pays.
En mai 1993, Farrakhan se rend « à Libreville, au Gabon pour participer au second sommet africain-afro-américain […]. En octobre 1994, Minister Farrakhan emmena 2 000 Noirs de l’Amérique vers Accra, au Ghana, pour le premier International Saviour’s Day de Nation of Islam [journée internationale du sauveur] ». Le président Ghanéen Jerry Rawlings ouvrit et clôtura officiellement cette convention de 5 jours.
Parmi de nombreux autres déplacements, on peut aussi citer la participation du dirigeant de la NOI (dans l’assistance) à la cérémonie inaugurale de l’Union africaine de 2002. Le journal de la NOI a mis en valeur ses rencontres avec « le secrétaire général des Nations unies, Kofi Annan ; le vice-président du Liberia ; Amara Essy, secrétaire général de l’Union africaine ; et le secrétaire général de la Communauté économique des États d’Afrique de l’Ouest ».
En 1996, Farrakhan s’est rendu en Libye, à l’époque sous sanction des Nations unies, pour recevoir le prix Kadhafi des droits de l'homme, assorti d’une somme de 250 000 dollars. Le mouvement a emprunté 8 millions de dollars américains au cours du temps auprès de Kadafhi dont 3 pour acquérir le quartier général au sud de Chicago et 5 pour des arriérés d'impôts et des coûts du logement d'Elijah Muhammad.
Le 18 décembre 1997, Farrakhan a pu rencontrer le cheik Mohammed Sayed Tantawi, le responsable d'Al-Azhar, la plus prestigieuse mosquée sunnite du monde.
Ces voyages renforcent la visibilité médiatique de la NOI, et réaffirment les liens entre l’Afrique et « les fils et les filles de l’Afrique aux États-Unis d’Amérique, dans les Caraïbes, en Amérique centrale et du Sud, ainsi qu’au Canada ». Ils renforcent le rapprochement symbolique avec le monde musulman. Ils entretiennent également certaines polémiques aux États-Unis, autour des liens de l’organisation avec des régimes ou des organisations considérées comme hostiles aux États-Unis, ainsi qu’autour des sources de financement de l’organisation.

### Fruit of Islam

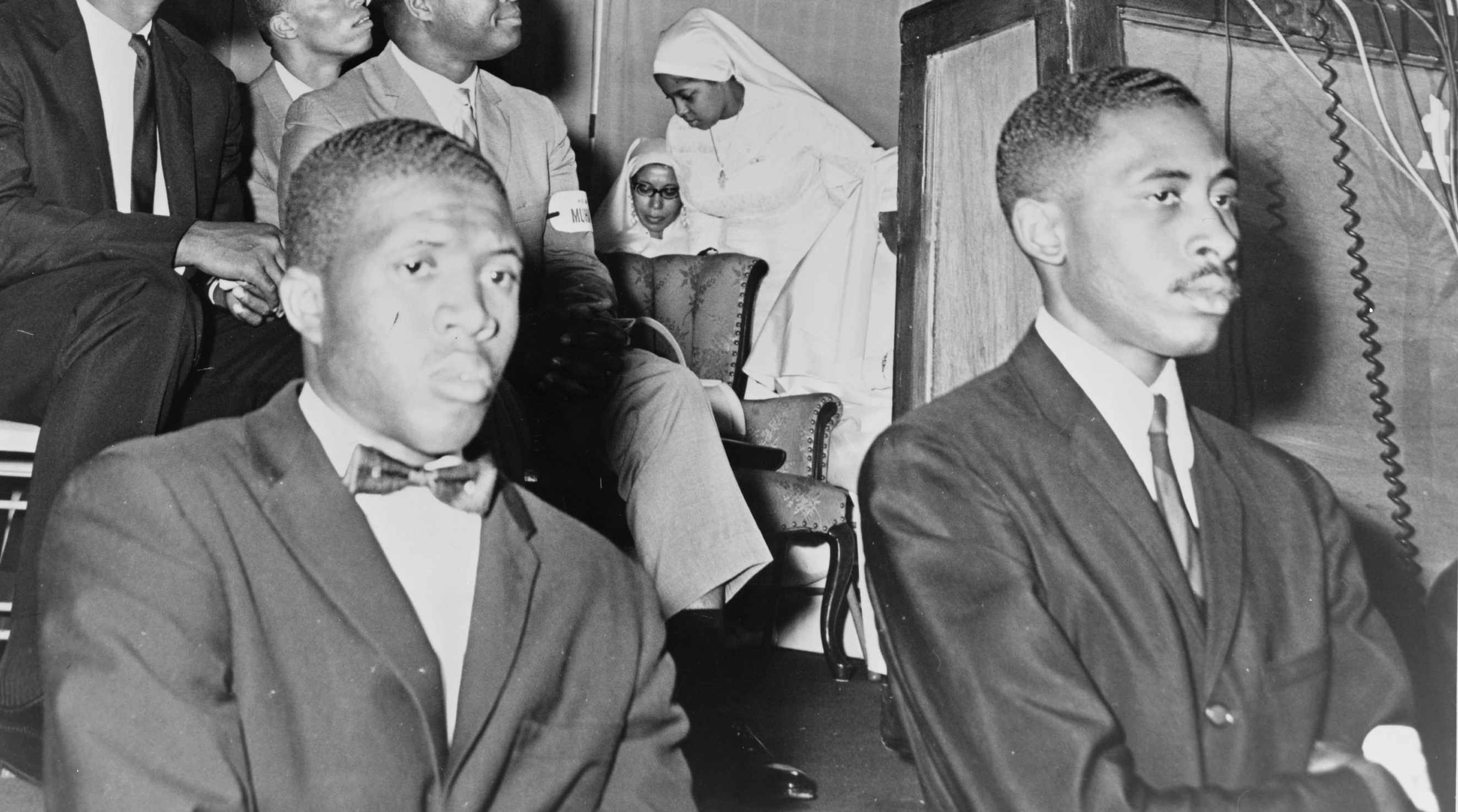
Deux membres de Fruits of Islam, à un meeting en 1964.

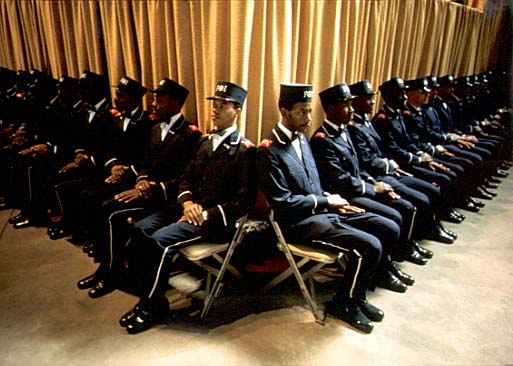
Membres de FOI en 1974.

Fruit of Islam est la branche sécurité de l’organisation. Développée dès les années 1950, c’était à l’origine un simple service d’ordre, célèbre pour l’élégance stricte de ses membres. Sous la supervision de Louis Farrakhan, c’est devenu aussi une véritable entreprise de sécurité commerciale, qui loue le service de ses membres à des organisations, des municipalités ou des personnalités. Ainsi, « Michael Jackson a employé des gardes du corps de la Nation pendant ses poursuites pour mauvais traitements sur enfant ».
Par le biais de filiales commerciales, Fruit of Islam, réputée pour son efficacité, a contracté un certain nombre de contrats avec des municipalités. Ainsi, « les firmes de sécurité liées à la NOI ont mené des opérations à Baltimore, Buffalo, Chicago, Dallas, Dayton, Los Angeles, Philadelphie, Pittsburgh, New York et Washington ».
Les firmes liées à la FOI suscitent parfois une certaine méfiance. D’une part, elles recrutent beaucoup chez d’anciens détenus. Il s’agit là d’une caractéristique de tous les groupes Black Muslims, qui ont une activité importante dans les prisons en vue d’amener les détenus à la « repentance » et au « salut ». Cette activité missionnaire et d’ailleurs dans une certaine mesure favorisée par les autorités carcérales elles-mêmes, à travers les aumôniers musulmans. La stricte discipline, qui est une des caractéristiques de Nation of Islam en général et de Fruit of Islam en particulier, a à ce jour évité tout débordement important, malgré certains problèmes (usage excessif de la force ou défaut de coopération avec la police, par exemple).
D’autre part, certains craignent le développement d’une véritable branche paramilitaire de la NoI, en relation avec ses objectifs « anti-américains », comme la création d’un État noir indépendant (cet objectif est toujours affiché sur le site de la NoI, mais ne semble pas activement défendu). À ce titre, certaines déclarations ont pu renforcer les soupçons. Ainsi, « William/Abdul Sharieff Muhammad, Suprem Captain de Fruit of Islam, indiquait [en 1992] à the Final Call, le bulletin officiel de la NOI, « nous avons une structure militaire au sein de laquelle nous entraînons nos hommes ».
Enfin, certains[Qui ?] voient dans FOI un des indices de la transformation de la NOI de structure religieuse en entreprise économique.
De son côté, la NOI ne nie pas recruter d’anciens délinquants. Ainsi « le Capitaine True C. Allah, responsable de Fruit of Islam à la mosquée Muhammad N°11 de Boston [est] un ancien membre d’un gang de rue ». Mais elle insiste sur sa capacité à les ramener du côté de la loi, et sur la compétence qu’ils apportent dans la compréhension de la délinquance : en matière de sécurité, « Nation of Islam a de la crédibilité dans les rues ». L’organisation insiste d’ailleurs toujours sur les causes sociales et morales de la violence : « le niveau de pauvreté », et « une société où Dieu est en dehors de nos vies ».
Au-delà de ces polémiques, Fruit of Islam témoigne du dynamisme de la NOI, bien au-delà de son positionnement religieux originel, la réputation d’efficacité de Fruit of Islam participant d’ailleurs à la popularité de Nation of Islam dans des quartiers pauvres en proie à la délinquance.

### Idéologie: entre fidélité et évolution

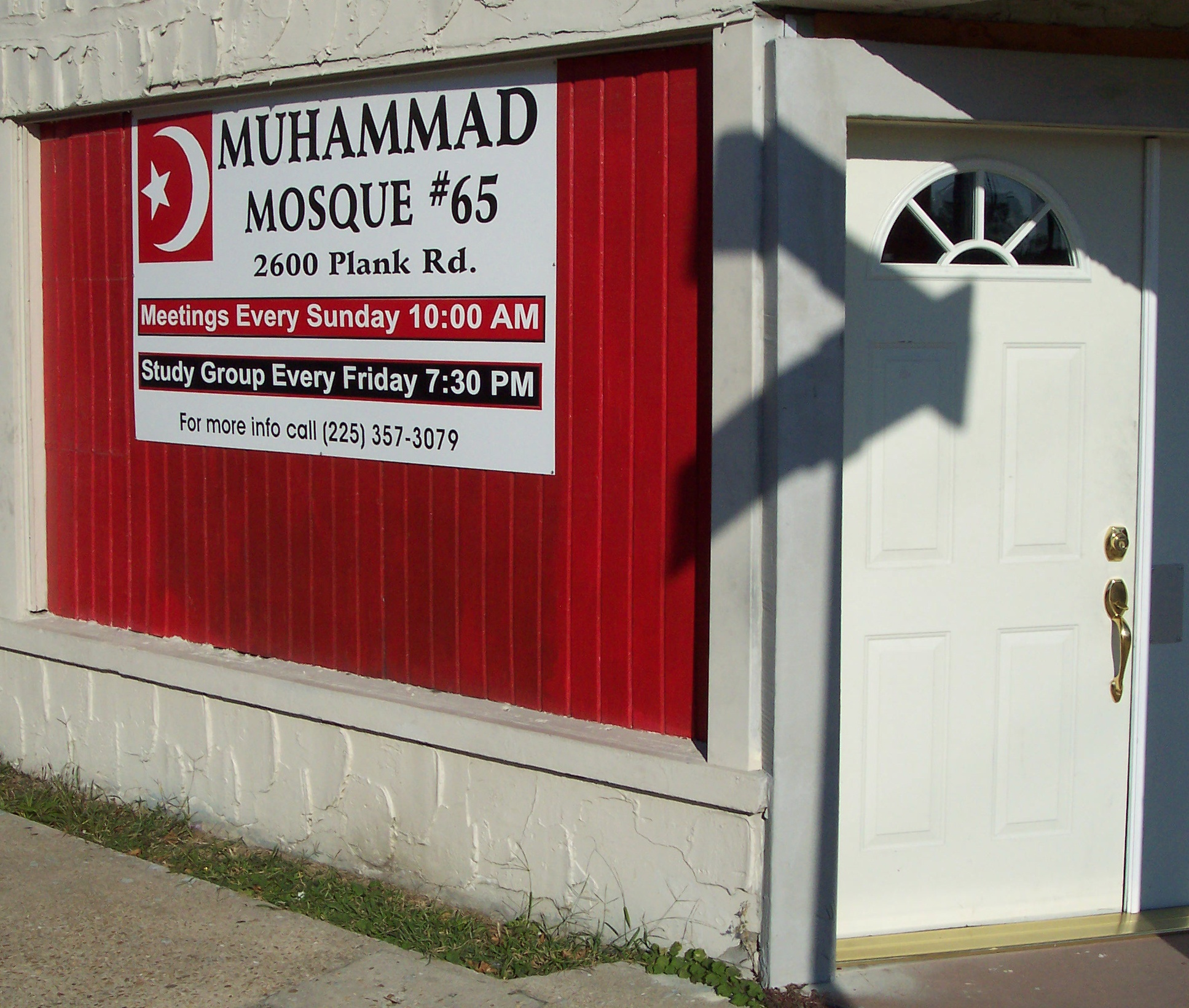
Une petite mosquée de la Nation of Islam en Louisiane, en 2005.

L’idéologie de la NOI a été exprimée en 12 points par Elijah Muhammad dans son Message to the Blackman in America publié en 1965. Bien qu’il n’y ait pas d’évolution sur ces dogmes, l’interprétation que la « nouvelle » Nation of Islam en donne s’est quelque peu normalisée. La revendication d’un « islam » particulier, ou celle du séparatisme noir (État indépendant, écoles séparées, refus des mariages mixtes) sont donc toujours officiellement en vigueur, mais avec des inflexions.
Le rejet du christianisme, religion des Blancs, s’est fortement atténué. La NOI, conformément à son discours « unitaire » afro-américain a beaucoup développé ses relations avec les pasteurs noirs américains, et n’insiste donc plus guère sur le rejet militant du christianisme.
Les pratiques religieuses se sont aussi rapprochées de l’islam sunnite. Farrakhan insiste désormais énormément sur les pratiques classiques de l'islam sunnite, y compris le pèlerinage à la Mecque, et a réussi à rencontrer des dirigeants musulmans importants, comme en décembre 1997 le responsable de la grande mosquée Al-Azhar du Caire. Les thèses les plus hétérodoxes d'Elijah Muhammad, comme celle selon laquelle le dieu créateur de l'univers a disparu pour revenir sous les traits de Wallace D. Fard ne sont plus mises en avant, sans être officiellement rejetées.
Le racisme anti-blanc n’est plus officiellement soutenu : « la supériorité et l’infériorité sont déterminées par notre droiture et pas par notre couleur ». Le rapport au blanc, et en particulier aux Juifs, est cependant très ambigu : d’un côté, les Juifs ont apporté à l’humanité le message de Dieu, et ont donc manifestement un rôle spécial aux yeux de Dieu : « Cela signifie pour moi que le peuple Juif est spécial aux yeux de Dieu, parce que s’il ne l’était pas, pourquoi enverrait-Il tellement de ses serviteurs à cette communauté ? ».

D’un autre côté, la NOI estime que les Juifs ont été en partie responsables de l’esclavage des Noirs et de ses horribles conséquences (cette thèse repose sur un livre très contesté The Secret Relationship Between Blacks and Jews, publié en 1990 sous l’égide de la NOI) : « Les Juifs ont été impliqués dans l’affreux commerce des esclaves et ont donc une certaine responsabilité dans les résultats terrifiants de notre mise en esclavage et du vol de nos culture, nom, langue, Dieu, religion et histoire. » Steven Hahn critique dans Le Monde diplomatique de mai 2006 ce livre comme étant un « Bobard antisémite ».
Plusieurs études universitaires montrent que les sentiments anti-juifs sont toujours bien présents au sein de la NOI. Louis Farrakhan a également pu déclarer dans une interview : 

« Beaucoup des Juifs qui ont possédé les maisons, les appartements de la communauté noire, nous les avons considérés comme des suceurs de sang. […] Quand les Juifs partent, les Arabes palestiniens viennent, les Coréens viennent, les Vietnamiens… nous les appelons les suceurs de sang. »

 Le rejet des autres communautés se fait donc à travers une double thématique, à la fois nationaliste et sociale.
Le Saviour’s Day, à l’origine la fête en mémoire de Wallace Fard Muhammad, était placé le 26 février. Louis Farrakhan a déplacé le jour de la fête au 7 octobre, date anniversaire de la naissance d'Elijah Muhammad. La fête célèbre aujourd’hui les deux hommes.
Domaine où la fidélité est totale, Louis Farrakhan insiste énormément, comme Elijah Muhammad, sur la responsabilité de l’homme vis-à-vis de la femme (les mères célibataires abandonnées sont un fléau de la communauté noire), sur le refus de la délinquance, sur l’importance de l’éducation et de la création d’entreprise par des Noirs pour sortir de la pauvreté. Ce discours conservateur, apprécié et très militant donne à Farrakhan une aura incontestable au sein de la communauté noire, bien au-delà du cercle de ses fidèles. Il a même attiré ponctuellement les éloges de certains dirigeants du parti républicain.
En pratique, le positionnement de Nation of Islam est aujourd’hui ambigu :
- Pas sunnite, mais insistant beaucoup sur les points communs avec l’islam. En particulier, les membres de Nation of Islam respectent les cinq obligations fondamentales du Musulman, mais leur croyance maintenue selon laquelle Wallace Fard Muhammad était Dieu incarné est inacceptable pour un musulman orthodoxe.
- Plus officiellement raciste, mais pas toujours très loin d’un dérapage.
- Insistant sur la responsabilité des hommes par rapport aux femmes maltraitées de la communauté, mais dans une perspective plutôt sexiste de domination naturelle de l’homme sur la femme[103].

La perception de Nation of Islam est donc également ambiguë. Son discours noir militant lui donne une réelle influence sur la communauté noire, mais ses positions à la lisière du racisme et les reproches de sexisme lui valent une certaine méfiance. En 2000, Warith Deen Muhammad et Louis Farrakhan se sont ainsi officiellement réconciliés, mais les divergences n’ont pas disparu pour autant.

## Démographie
En 2007, le nombre des Afro-Américains est estimé à 40 millions, soit environ 12,85 % de la population américaine totale.
Il n'y a pas de recensement précis du nombre des musulmans noirs américains. Le Council on American-Islamic Relations indiquait dans une étude de 2001 « Les évaluations d'une population musulmane totale de 6-7 millions en Amérique semblent raisonnables », mais d'autres études donnent un chiffre moitié moins élevé : 2,8 millions pour le American Jewish Committee. Par ailleurs, l'étude du Council on American-Islamic Relations indiquait que les Afro-Américains étaient 30 % des personnes participant au culte (plus 3,4 % d'immigrants d'Afrique sub-saharienne). Sur un total de 3 à 6 millions de musulmans, on arrive ainsi à un chiffre de 1 à 2 millions de Black muslims, conforme aux estimations souvent données. L'université de Géorgie (États-Unis) donne par exemple le chiffre de 2,1 millions de musulmans afro-américains, tout comme The New York Times dans un article du 28 février 2000, et d'autres plutôt 1 million.
Les groupes musulmans noirs sont :
- Les sunnites plus ou moins rattachés à Warith Deen Muhammad. Ils seraient environ 90 % du total.
- Les partisans de Nations of Islam (membres et sympathisants). Ils seraient 20 à 40 000, sans compter les sympathisants, soit 5 à 10 % du total.
- Diverses dissidences historiques : quelques pour cent.

Depuis les années 1970, on trouve aussi des immigrés africains musulmans aux États-Unis. Ils peuvent se joindre aux communautés locales, ou constituer les leurs sur des bases d'origines communes.

## Biblio-filmographie

#### Périodiques
- Pascal Dupont, « États-Unis : la garde noire de l’islam », L’express International, no 2310, (19 octobre 1995), p. 92–93
- Gilles Kepel, « Mais que veut donc Farrakhan ? », Le Monde diplomatique, no 1639, (4 au 10 avril 1996), p. 14

#### Reportage
- Karine Fossou et Jon Kalina, Le Pasteur de la haine, France 2, le 26 octobre 1995, 17 min, coul.

### Filmographie
- Malcolm X, de Spike Lee, 1992.

### Dans la littérature
Bande dessinée :
- Le Combat du siècle, de Loulou Dédola et Luca Ferrara, parue en 2021 aux Éditions Gallimard, dont l'élément central est le combat du 8 mars 1971 au Madison Square Garden entre Joe Frazier et Mohamed Ali, qui montre l'évolution des relations entre ce dernier et Malcolm X au sein de Nation of Islam.